# Liste griechischer Phrasen
Diese Liste ist eine Sammlung alt- und neugriechischer Phrasen, Sprichwörter und Redewendungen. Sie beschreibt ihren Gebrauch und gibt, wo möglich, die Quellen an.

## Graeca non leguntur
Mit dieser stereotypen Notiz („Griechisches wird nicht gelesen.“ – „Ἑλληνικὰ δὲν διαβάζονται“) übergingen mittelalterliche Kommentatoren des Corpus iuris civilis, die des Griechischen nicht mehr mächtig waren, alle griechischen Passagen, für die es keine lateinische Übersetzung gab.
In der Antike war die griechische Koine jedoch eine Weltsprache, die auch noch im byzantinischen Reich beibehalten wurde. Das war noch wie zu den Zeiten Ciceros, der sich in der Rede für Archias beklagte:

“Graeca leguntur in omnibus fere gentibus, Latina suis finibus exiguis sane continentur.”

„Griechisch Geschriebenes wird bei fast allen Völkern gelesen; lateinisch Geschriebenes ist ganz auf sein eigenes kleines Sprachgebiet beschränkt.“

## Kriterien
Aufgenommen in diese Liste werden Wörter und Sätze, die entweder
- Bedeutung für die Philosophie haben (z. B. Panta rhei. – siehe Πάντα ῥεῖ.),
- von literarischer Bedeutung sind (z. B. der Anfang der Ilias: „Singe den Zorn, o Göttin, des Peleiaden Achilleus.“ – siehe Μῆνιν ἄειδε, θεά, Πηληιάδεω Ἀχιλῆος),
- von historischer Bedeutung sind (z. B. Byzantinisches Reich – siehe Βασιλεία τῶν Ῥωμαίων),
- im kirchlichen Bereich gebraucht werden (z. B. Kyrie eleison – siehe Κύριε ἐλέησον.)
- oder Vorbilder für deutsche oder lateinische Sprichwörter waren (z. B. „In vino veritas.“ „Im Wein liegt die Wahrheit.“ – siehe Ἐν οἴνῳ ἀλήθεια.)

Ein weiteres Auswahlkriterium ist Georg Büchmanns Zitatensammlung Geflügelte Worte, wobei darauf verzichtet wurde, Personennamen wie Nestor (Altmeister einer Wissenschaft) oder Mentor (Ratgeber eines Jüngeren) zu berücksichtigen, die Büchmann gewissermaßen als geflügelte Namen ansah.
Erasmus von Rotterdams in der Zeit des Humanismus einflussreiche Zitatensammlung Adagia umfasst 4.251 Weisheiten, wovon allerdings ein großer Teil lateinisch ist. Selbst in diesem renommierten Werk sind die Aufnahmekriterien nicht eindeutig, so hat Erasmus geflügelte Worte, Sprichwörter und literarische Zitate beschrieben.
Da viele Phrasen in ihrer lateinischen Version oft bekannter sind, erscheinen viele von ihnen auch in der Liste lateinischer Phrasen.

## A

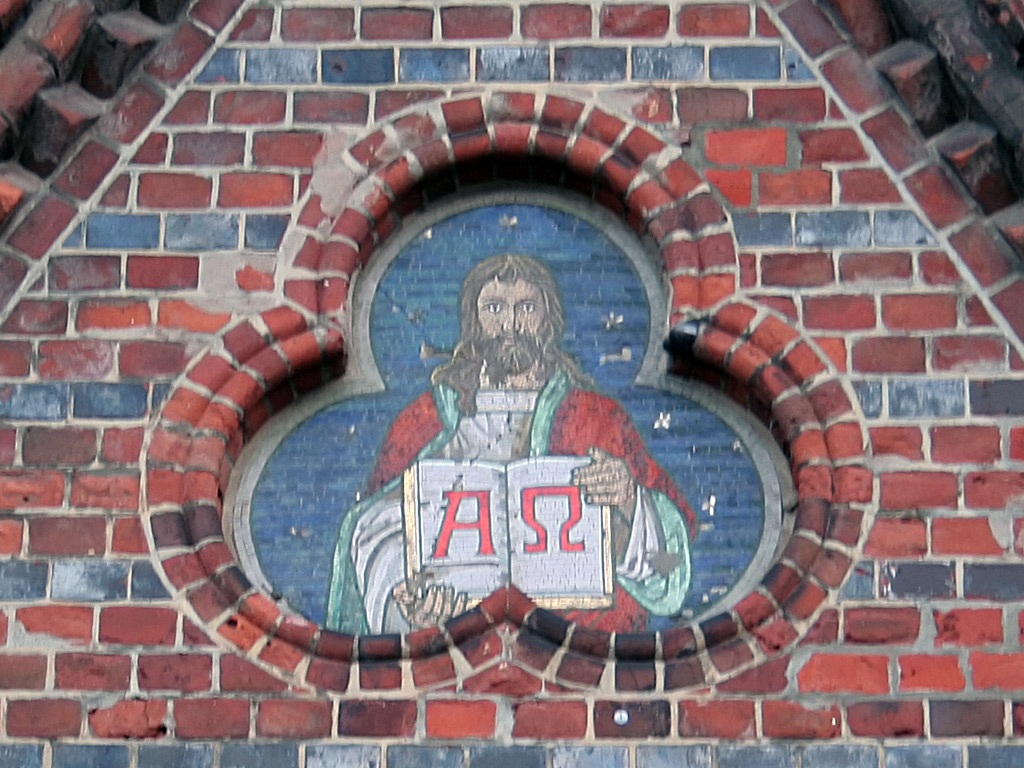
Alpha und Omega an der St. Nikolai (Kiel)

1. Ab Iove principium – siehe Ἐκ Διὸς ἀρχομένα.
2. Abendmahl – siehe Θεία Εὐχαριστία
3. Abschaum der Menschheit – siehe περικαθάρματα τοῦ κόσμου
4. Abwechslung ist süßer als alles. – siehe Μεταβολὴ πάντων γλυκύ.
5. ad Graecas Kalendas – siehe εἰς τὰς ἑλληνικὰς καλένδας ἐξοφλεῖν
6. Aethiopem lavas. – siehe Αἰθίοπα σμήχεις.
7. Affe in Purpur – siehe πίθηκος ἐν πορφύρᾳ
8. Agnus Dei – siehe ἀμνὸς τοῦ Θεοῦ
9. Ahnherr der Schwätzer – siehe κοπίδων ἀρχηγός
10. ähnlich – wesensähnlich (ὁμοῖος – ὁμοιούσιος) – siehe wesensgleich – wesensähnlich: ὁμοούσιος – ὁμοιούσιος
11. Alea iacta est. – siehe Ἀνερρίφθω κύβος.
12. All das Meine trage ich mit mir. – siehe Ὁ σοφὸς ἐν αὑτῷ περιφέρει τὴν οὐσίαν.
13. Alle Kreter lügen. – siehe Κρῆτες ἀεὶ ψεῦσται.
14. Alles fließt und steht nicht still. – siehe Πάντα ῥεῖ καὶ οὐδὲν μένει.
15. Alles nun, was ihr wollt, dass euch die Leute tun sollen, das tut ihnen auch! – siehe Πάντα οὖν ὅσα ἐὰν θέλητε ἵνα ποιῶσιν ὑμῖν οἱ ἄνθρωποι, οὕτως καὶ ὑμεῖς ποιεῖτε αὐτοῖς.
16. allgemeine Sprache – siehe κοινὴ γλῶσσα
17. Allgemeiner Friede – siehe κοινὴ εἰρήνη
18. Alpha und Omega – siehe ἄλφα καὶ ὦ
19. Als Fremder folge den Gesetzen des Gastlandes! – siehe Ξένος ὢν ἀκολούθει τοῖς ἐπιχωρίοις νόμοις.
20. Als Pythagoras die berühmte Zeichnung entdeckte. – siehe Ἡνίκα Πυθαγόρης τὸ περικλεὲς εὕρετο γράμμα.
21. Alte Männer sind doppelt Knaben. – siehe Δὶς παῖδες οἱ γέροντες.
22. Amicus Plato, sed magis amica veritas. – siehe Φίλος μεν Πλάτων, φιλτέρα δὲ ἀλήθεια.
23. an den griechischen Kalenden zahlen – siehe εἰς τὰς ἑλληνικὰς καλένδας ἐξοφλεῖν
24. Anathema sit – siehe ἤτω ἀνάθεμα
25. Andere aus derselben Gruppe behaupten, es gebe zehn Ursachen. – siehe ἕτεροι δὲ τῶν αὐτῶν τούτων τὰς ἀρχὰς δέκα λέγουσιν εἶναι.
26. Andreas, du lebst noch immer! Du führst uns! – siehe Ανδρέα ζης, εσύ μας οδηγείς!
27. Anima cogitativa (Menschenseele, νοῦς) – siehe ψυχὴ θρεπτική
28. Anima sensitiva (Tierseele, ψυχὴ αἰσθητική) – siehe ψυχὴ θρεπτική
29. Anima vegetativa (Pflanzenseele) – siehe ψυχὴ θρεπτική
30. Animal bipes implume – siehe ζῷον δίπουν ἄπτερον
31. Animi nam frenum magnum mens est hominibus. – siehe Ψυχῆς μέγας χαλινὸς ἀνθρώποις ὁ νοῦς.
32. Anklage wegen Bestechlichkeit – siehe δώρων γραφή
33. Ans Kreuz mit ihm! – siehe Σταύρωσον αὐτόν.
34. Apage Satanas! – siehe Ὕπαγε, σατανᾶ.
35. Arbeit schändet nicht. – siehe ἔργον δ’ οὐδὲν ὄνειδος.
36. Arzt, heil dich selbst! – siehe Ἰατρέ, θεράπευσον σεαυτόν·
37. Auch du, Brutus? – siehe Καὶ σὺ τέκνον;
38. Auch du, mein Sohn? – siehe Καὶ σὺ τέκνον;
39. Auch wenn der Basilikum welkt, sein Aroma behält er. – siehe Κι αν ο βασιλικός μαραθεί την μυρουδιά την κρατεί.
40. Audacter calumniare, semper aliquid haeret. – siehe Κἂν θεραπεύσῃ τὸ ἕλκος ὁ δεδηγμένος, ἡ οὐλὴ μενεῖ τῆς διαβολῆς.
41. Auf das Ende einer jeden Sache muss man schauen, wie sie einmal ausgehen wird; – siehe Σκοπέειν δὲ χρὴ παντὸς χρήματος τὴν τελευτήν, κῇ ἀποβήσεται·
42. Auf dass mein Haus voll werde. – siehe ἵνα γεμισθῇ ὁ οἶκός μου.
43. Auf einem Kreis kann jeder Anfangspunkt auch ein Endpunkt sein. – siehe Ξυνὸν γὰρ ἀρχὴ καὶ πέρας ἐπὶ κύκλου περιφερείας.
44. Auf Messers Schneide stehen – siehe Νῦν γὰρ δὴ πάντεσσιν ἐπὶ ξυροῦ ἵσταται ἀκμῆς.
45. Auge des Gesetzes – siehe Δίκης ὀφθαλμός
46. Auge um Auge – siehe ὀφθαλμὸν ἀντὶ ὀφθαλμοῦ
47. aurea aetas – siehe χρύσεον γένος
48. Aureos polliceri montes – siehe χρυσᾶ ὄρη ὑπισχνεῖσθαι
49. Aus Afrika kommt immer etwas Schlimmes. Oder: Aus Afrika immer etwas Neues. – siehe Ἀεὶ Λιβύη φέρει τι κακόν.
50. Aus Libyen kommt immer etwas Neues. – siehe Ἀεὶ Λιβύη φέρει τι καινόν.
51. Austernschneckenlachsmuränen… – siehe Λοπαδοτεμαχοσελαχο…
52. Autos epha – siehe Αὐτὸς ἔφα.
53. Ave gratia plena, Dominus tecum. – siehe Χαῖρε, κεχαριτωμένη, ὁ κύριος μετὰ σοῦ.

## B

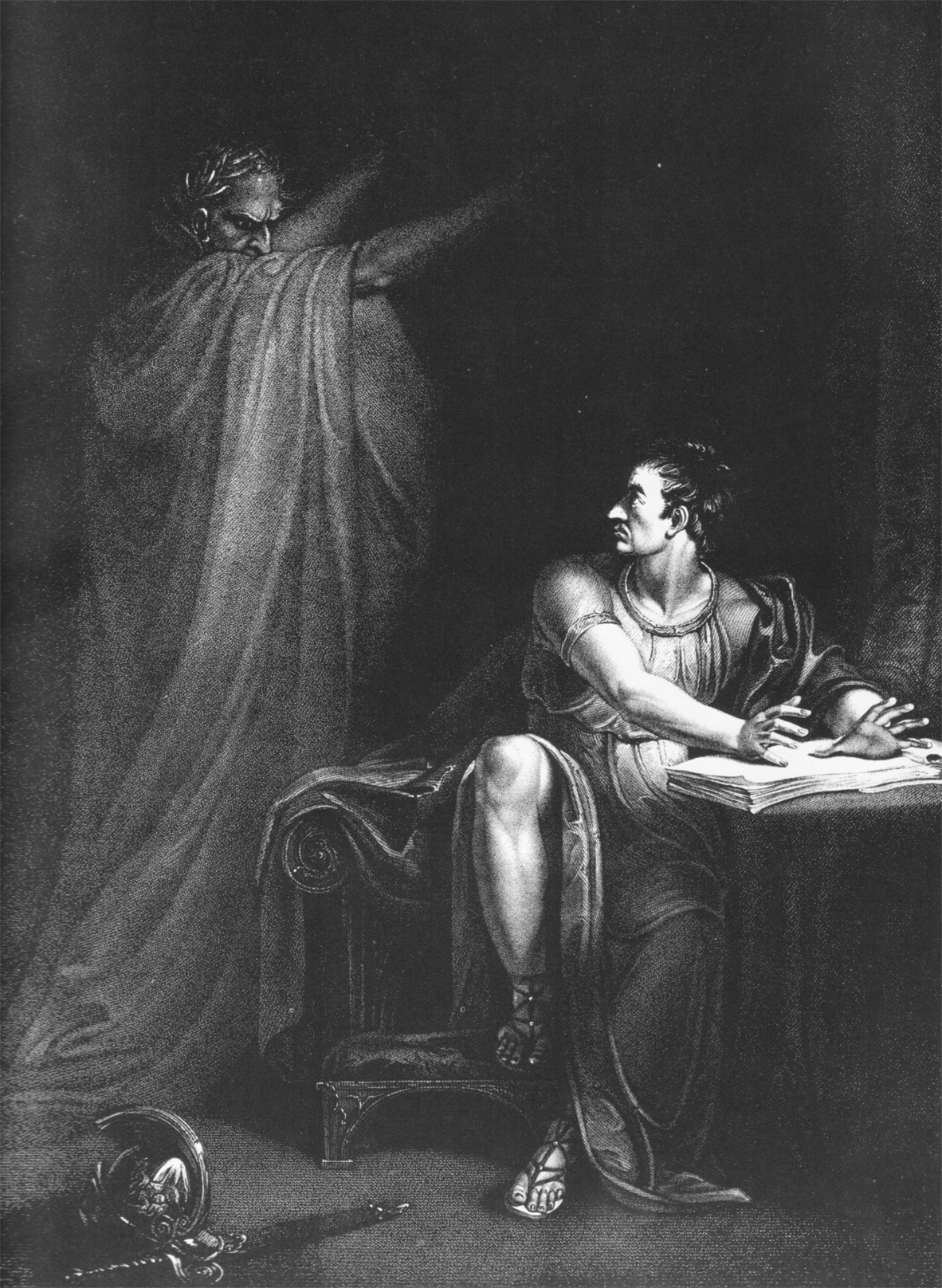
Ὄψει δέ με περὶ Φιλίππους. –
„Bei Phillippi sehen wir uns wieder!“

1. bäh bäh – siehe βῆ βῆ
2. Bald – und du hast alles vergessen. Bald – und alles hat dich vergessen. – siehe Ἐγγὺς μὲν ἡ σὴ περὶ πάντων λήθη, ἐγγὺς δὲ ἡ πάντων περὶ σοῦ λήθη.
3. Beati pauperes spiritu. – siehe Μακάριοι οἱ πτωχοὶ τῷ πνεύματι.
4. Bedauerlicherweise sind wir bankrott. – siehe Δυστυχώς επτωχεύσαμεν.
5. Bedenke, dass du sterblich bist! – siehe Θνητὰ φρόνει.
6. Bei einer Dohle sitzt immer eine Dohle. – siehe Ἀεὶ κολοιὸς παρὰ κολοιῷ ἱζάνει.
7. Bei Phillippi sehen wir uns wieder! – siehe Ὄψει δέ με περὶ Φιλίππους.
8. Belegt oder nicht belegt? – siehe Κεῖται ἢ οὐ κεῖται;
9. Bellerophontusbrief – siehe Βελλεροφόντος τὰ γράμματα
10. bemalte Vorhalle – siehe στοὰ ποικίλη
11. Bereshit bara Elohim et hashamayim ve'et ha'arets (בְּרֵאשִׁית בָּרָא אֱלֹהִים אֵת הַשָּׁמַיִם וְאֵת הָאָרֶץ) – siehe Ἐν ἀρχῇ ἐποίησεν ὁ θεὸς τὸν οὐρανὸν καὶ τὴν γῆν.
12. beseelte Bibliothek – siehe βιβλιοθήκη ἔμψυχος
13. Besitz für alle Zeit – siehe κτῆμα ἐς ἀεί
14. Bewirte Gäste! – siehe Ξένους ξένιζε.
15. Bis pueri senes. – siehe Δὶς παῖδες οἱ γέροντες.
16. Bitte sehr. – siehe Ορίστε.
17. blind in Ohren, Verstand und Augen – siehe Τυφλὸς τά τ’ ὦτα τόν τε νοῦν τά τ’ ὄμματ’ εἶ.
18. Blutpunkt – siehe στιγμὴ αἱματίνη
19. böotisches Ohr – siehe Βοιώτιον οὖς
20. Bring Wasser, bring Wein! – siehe Φέρ’ ὕδωρ, φέρ’ οἶνον.
21. bunte Wandelhalle – siehe στοὰ ποικίλη
22. Bronze gegen Gold – siehe χάλκεα χρυσείων
23. Bürgschaft bringt Unheil. – siehe Ἐγγύα, πάρα δ’ ἄτα.
24. Byzantinisches Reich – siehe Βασιλεία τῶν Ῥωμαίων

## C
1. Ceterum censeo Carthaginem esse delendam. – siehe Δοκεῖ δέ μοι καὶ Καρχηδόνα μὴ εἶναι.
2. Chi-Rho – siehe ΧΡ
3. Christus ist auferstanden! – siehe Χριστός ανέστη.
4. Columnas Herculis – siehe αἱ Ἡράκλειοι στῆλαι
5. Compelle intrare. – siehe ἵνα γεμισθῇ ὁ οἶκός μου.
6. Consummatum est. – siehe Τετέλεσται.
7. cornu Copiae – siehe κέρας Ἀμαλθείας
8. corvus albus – siehe Θᾶττον ἔην λευκους κόρακας πτηνάς τε χελώνας.
9. Credo in unum Deum … – siehe Πιστεύομεν εἰς ἕνα Θεόν …

## D

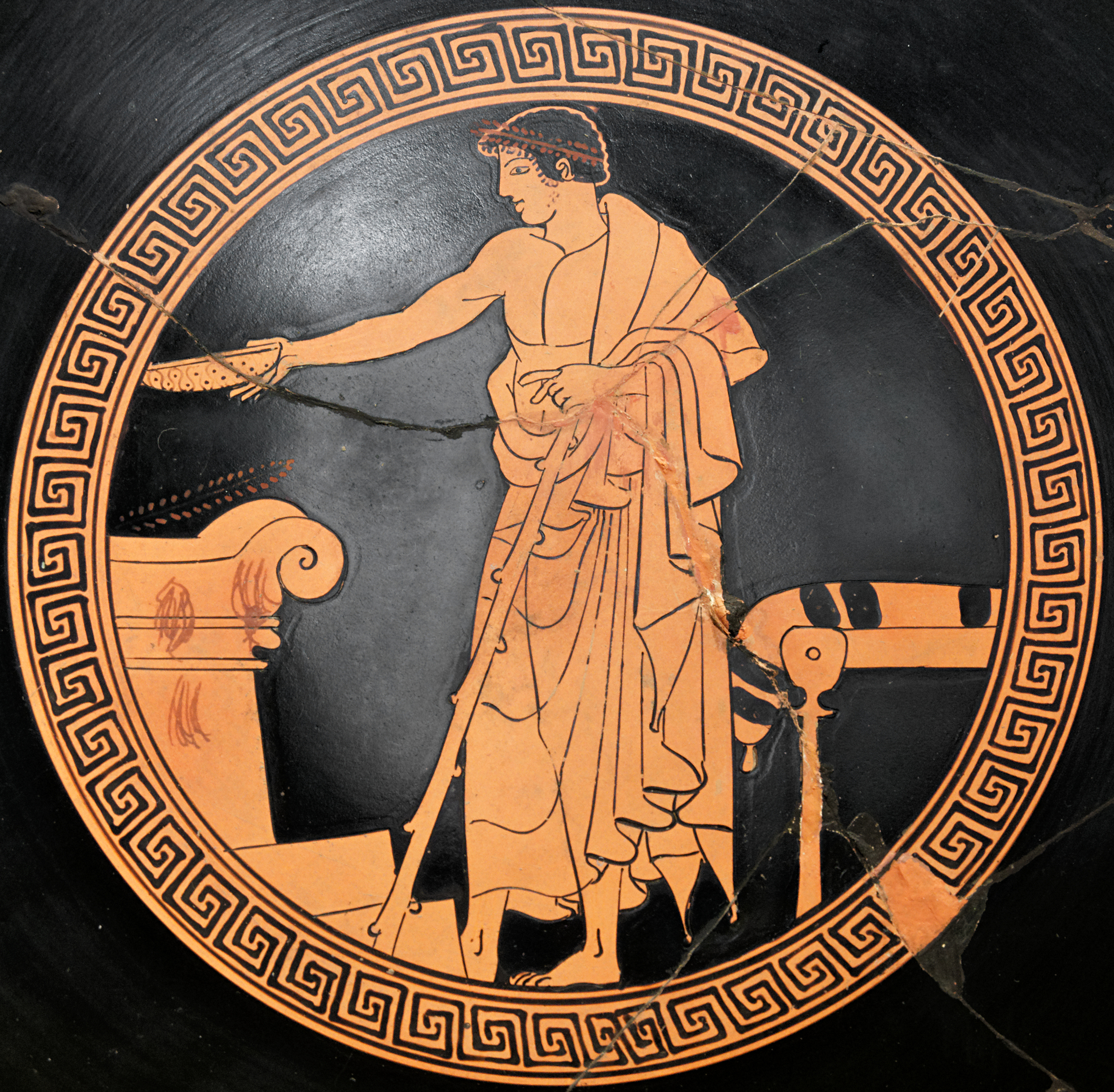
Darstellung eines Trankopfers:
Τὸ τρίτον τῷ σωτῆρι. –
„Das Dritte dem Retter.“

1. Damit ich es lerne und dann sterbe. – siehe Ἵνα μαθὼν αὐτὸ ἀποθάνω.
2. Damoklesschwert – siehe Δαμόκλειος σπάθη
3. Das Dritte dem Retter. – siehe Τὸ τρίτον τῷ σωτῆρι.
4. das einmal Gesagte – siehe Ἅπαξ λεγόμενον
5. das ganze herausgerufene Volk – siehe ἐκκλησία πάνδημος
6. Das geschehe nie! – siehe Μὴ γένοιτο.
7. Das Gesetz ist aller König. – siehe Νόμος ὁ πάντων βασιλεύς.
8. das Gottgeweihte (ἀνάθημα anathēma)  – siehe ἤτω ἀνάθεμα
9. Das Größte ist Wasser. – siehe Ἄριστον μὲν ὕδωρ.
10. Das Gute ist schwer (zu erreichen). – siehe Χαλεπὰ τὰ καλά.
11. Das Hemd ist mir näher als der Rock. – siehe χλαῖναι καὶ χιτῶνες
12. das Hervorragen – siehe κατ’ ἐξοχήν
13. Das hier ist die Peloponnes, nicht Ionien. – siehe Τάδ’ ἐστὶ Πελοπόννησος, οὐκ Ἰωνία.
14. Das hier ist nicht die Peloponnes, sondern Ionien. – siehe Τάδ’ οὐχὶ Πελοπόννησος, ἀλλ’ Ἰωνία.
15. Das Leben ist kurz, die Kunst aber (währt) lang. – siehe Ὁ μὲν βίος βραχύς, ἡ δὲ τέχνη μακρά.
16. Das liegt im Schoß der Götter. – siehe Θεῶν ἐν γούνασι κεῖται.
17. Das Meer, das Meer! – siehe Θάλαττα, θάλαττα.
18. Das nach der Physik – siehe τὰ μετὰ τὰ φυσικά
19. Das Prinzip aller Dinge ist das Wasser, denn Wasser ist alles und ins Wasser kehrt alles zurück. – siehe Τὰ πάντα ἐξ ὕδατος εἶναι.
20. Das Schwert verletzt den Körper, das Wort aber den Geist. – siehe Ξίφος τιτρώσκει σῶμα, τὸν δὲ νοῦν λόγος.
21. das Selige Feld – siehe Ἠλύσιον Πεδίον
22. Das Spätere zuerst. – siehe Ὕστερον πρότερον
23. Das Weib schweige in der Gemeinde. – siehe Αἱ γυναῖκες ἐν ταῖς ἐκκλησίαις σιγάτωσαν.
24. De mortuis nil nisi bene. – siehe Τὸν τεθνηκότα μὴ κακολογεῖν, γῆρας τιμᾶν.
25. De septem mundi miraculis – siehe τὰ ἑπτὰ θεάματα τῆς οἰκουμένης
26. Dei gratia – siehe κατὰ τὴν χάριν τοῦ Θεοῦ
27. Dein Hirn oder ein Pfund! – siehe Τα μυαλά σου και μιά λίρα
28. delphische Sprüche – siehe Δελφικὰ παραγγέλματα
29. Dem unbekannten Gott – siehe Ἀγνώστῳ Θεῷ.
30. Dem Weisesten – siehe Τῷ σοφωτάτῳ.
31. Demosthenes, Sohn des Demosthenes aus Paiania, sagte Folgendes. – siehe Δημοσθένης Δημοσθένους Παιαιεὺς τάδ’ εἶπεν.
32. den eigenen Schatten fürchten – siehe τὴν αὑτοῦ σκιὰν φοβεῖσθαι
33. den Gürtel lösen – siehe ζώνην λύειν
34. den Juden ein Ärgernis, den Griechen eine Torheit – siehe Ἰουδαίοις μὲν σκάνδαλον, Ἕλλησι δὲ μωρίαν
35. Den Krieg muss also meiden, wer vernünftig ist. – siehe Φυγεῖν μὲν οὖν χρὴ πόλεμον ὅστις εὖ φρονεῖ.
36. Den Namen des Rechtes würde man nicht kennen, wenn es das Unrecht nicht gäbe. – siehe Δίκης ὄνομα οὐκ ἂν ᾔδεσαν, εἰ ταῦτα μὴ ἦν.
37. Den Reinen ist alles rein. – siehe Πάντα μὲν καθαρὰ τοῖς καθαροῖς·
38. Den Übermut muss man mehr auslöschen als die Feuersbrunst. – siehe Ὕβριν χρὴ σβεννύναι μᾶλλον ἢ πυρκαϊήν.
39. Denke über alles nach! – siehe Μελέτη τὸ πᾶν.
40. Denket um! – siehe Μετανοεῖτε.
41. Denn das Sterben ist schön, wenn einer in vorderster Reihe fallt. – siehe Τεθνάμεναι γὰρ καλὸν ἐνὶ προμάχοισι πεσόντα.
42. Denn die übergroßen Dinge rührt Gott an, die kleinen überlässt er dem Zufall. – siehe Τῶν ἄγαν γὰρ ἅπτεται Θεός, τὰ μικρὰ δ’ εἰς τύχην ἀφεὶς ἐᾷ.
43. Denn für einen, dem es gut geht, ist die ganze Erde Vaterland. – siehe Τῷ γὰρ καλῶς πράσσοντι πᾶσα γῆ πατρίς.
44. Denn nun steht es allen fürwahr auf der Schärfe des Messers. – siehe Νῦν γὰρ δὴ πάντεσσιν ἐπὶ ξυροῦ ἵσταται ἀκμῆς.
45. Denn sie wissen nicht, was sie tun. – siehe Οὐ γὰρ οἴδασι τί ποιοῦσι.
46. Denn vereinigte Kräfte sind selbst bei Schwachen noch wirksam. – siehe Συμφερτὴ δ’ ἀρετὴ πέλει ἀνδρῶν καὶ μάλα λυγρῶν.
47. Denn von Natur aus glaubt der Mensch das, was er will. – siehe Φύσει γὰρ ἄνθρωπος, ὃ βούλεται, τοῦτο καὶ οἴεται.
48. Denn wer sich selbst erhöht, wird erniedrigt, und wer sich selbst erniedrigt, wird erhöht werden. – siehe Ὅτι πᾶς ὁ ὑψῶν ἑαυτὸν ταπεινωθήσεται καὶ ὁ ταπεινῶν ἑαυτὸν ὑψωθήσεται.
49. Der Anfang ist die Hälfte des Ganzen. – siehe Ἀρχὴ ἥμισυ παντός.
50. Der Athener Thukydides … – siehe Θουκυδίδης Ἀθηναῖος …
51. Der beste Anfang des Lebens sind die Buchstaben. – siehe Ἀρχὴ μεγίστη τοῦ βίου τὰ γράμματα.
52. Der Charakter ist des Menschen Schicksal. – siehe Ἦθος, ἀνθρώπῳ δαίμων.
53. Der Friede sei mit euch. – siehe Εἰρήνη ὑμῖν.
54. der fünfzigste Tag – siehe πεντηκοστὴ ἡμέρα
55. Der Geist ist nicht wie ein Gefäß, das gefüllt werden soll. – siehe Οὐ γὰρ ὡς ἀγγεῖον ὁ νοῦς ἀποπληρώσεως …
56. Der große Gott wendet immer die Geometrie auf alles an. – siehe Ἀεὶ ὁ θεὸς ὁ μέγας γεωμετρεῖ τὸ σύμπαν.
57. der gute Hirte – siehe ὁ ποιμὴν ὁ καλὸς
58. Der Körper ist ein Grabmal der Seele. – siehe Σῶμα σῆμα.
59. Der Krieg ist der Vater aller Dinge. – siehe Πόλεμος πάντων μὲν πατήρ ἐστι.
60. Der Magnetstein hat eine Seele. – siehe Ἡ μαγνῆτις λίθος ψυχὴν ἔχει.
61. Der Mensch ist das Lebewesen, das spricht. – siehe ζῷον λόγον ἔχον
62. Der Mensch ist das Maß aller Dinge. – siehe Ἄνθρωπος μέτρον ἁπάντων.
63. Der Mensch ist eine kleine Welt. – siehe Ἄνθρωπος μικρὸς κόσμος.
64. Der Mensch ist Spielball des göttlichen Schicksals. – siehe Πᾶν ἐστι ἄνθρωπος συμφορή.
65. Der Mensch, der nicht geschunden wird, wird auch nicht erzogen. – siehe Ὁ μὴ δαρεὶς ἄνθρωπος οὐ παιδεύεται.
66. Der Menschenseele fester Zügel ist die Vernunft. – siehe Ψυχῆς μέγας χαλινὸς ἀνθρώποις ὁ νοῦς.
67. Der Name für den Bogen ist Leben, sein Werk aber Tod. – siehe Τῷ οὖν τόξῳ ὄνομα βίος, ἔργον δὲ θάνατος.
68. Der Sabbat ist um des Menschen willen gemacht. – siehe Τὸ σάββατον διὰ τὸν ἄνθρωπον ἐγένετο, οὐχ ὁ ἄνθρωπος διὰ τὸ σάββατον·
69. Der schönste Affe ist hässlich, wird er mit dem Menschen verglichen. – siehe Πιθήκων ὁ κάλλιστος αἰσχρὸς ἀνθρώπων γένει συμβάλλειν.
70. dem Stärksten – siehe κρατίστῳ
71. Der Stein, den die Bauleute verwarfen, er ist zum Eckstein geworden. – siehe λίθον ὃν ἀπεδοκίμασαν οἱ οἰκοδομοῦντες
72. der vom ganzen Volk verehrte Zeus – siehe Ζεὺς πάνδημος
73. Der Wald liebt dich, und du? – siehe Το δάσος σ’ αγαπάει, εσύ;
74. Der Weise trägt seine Habseligkeiten mit sich. – siehe Ὁ σοφὸς ἐν αὑτῷ περιφέρει τὴν οὐσίαν.
75. Der Wolf wurde angestellt, um die Schafe zu beschützen. – siehe Βάλανε το λύκο να φυλάει τα πρόβατα.
76. Der Würfel ist gefallen! – siehe Ἀνερρίφθω κύβος.
77. Deus caritas. – siehe Ὁ θεὸς ἀγάπη ἐστίν.
78. Deus ex machina – siehe ἀπὸ μηχανῆς Θεός
79. Dic, hospes, Spartae nos te hic vidisse iacentes, dum sanctis patriae legibus obsequimur. – siehe Ὦ ξεῖν’, ἀγγέλλειν Λακεδαιμονίοις ὅτι τῇδε κείμεθα τοῖς κείνων ῥήμασι πειθόμενοι.
80. Die Äthiopier sagen, ihre Götter seien stumpfnasig und schwarz. – siehe Αἰθίοπές τε θεοὺς σφετέρους σιμοὺς μέλανάς τε.
81. Die Ehebetten füllen sich durch den Kriegszug der Männer mit Tränen. – siehe Λέκτρα δ’ ἀνδρῶν πόθῳ πίµπλαται δακρύµασιν.
82. Die Epidaurier haben im Heiligtum ein, wie ich meine, höchst sehenswertes Theater. – siehe Ἐπιδαυρίοις δέ ἐστι θέατρον ἐν τῷ ἱερῷ μάλιστα ἐμοὶ δοκεῖν θέας ἄξιον.
83. Die Frauen sollen in den Kirchen schweigen. – siehe Αἱ γυναῖκες ἐν ταῖς ἐκκλησίαις σιγάτωσαν.
84. die fünfzig Jahre (πεντήκοντ᾽ ἐτῶν pentekont’ eton) – siehe Pentekontaetie
85. die Gans mit den goldenen Eiern – siehe η κότα με τα χρυσά αυγά
86. Die Götter pflanzten die Vernunft dem Menschen ein. – siehe Θεοὶ φύουσιν ἀνθρώποις φρένας.
87. Die Götter sind gänzlich neidisch und wankelmütig. – siehe Τὸ θεῖον πᾶν ἐὸν φθονερόν τε καὶ ταραχῶδες.
88. die große Masse – siehe οἱ πολλοί
89. die Herausgerufene – siehe ἐκκλησία πάνδημος
90. die Langhaarigen – siehe οι μαλλιαροί
91. Die meisten sind schlecht. – siehe Οἱ πλεῖστοι κακοί.
92. Die nach Gold suchen, graben viel Erde um und finden nur wenig. – siehe Χρυσὸν γὰρ διζήμενοι γῆν πολλὴν ὀρύσσουσι καὶ εὑρίσκουσιν ὀλίγον.
93. Die Natur liebt es, sich zu verbergen. – siehe Φύσις κρύπτεσθαι φιλεῖ.
94. Die Natur macht keine Sprünge. – siehe Ἡ φύσις οὐδὲν ποιεῖ ἅλματα.
95. die Sandalen des Empedokles – siehe τὰ σάνδαλα τοῦ Ἐμπεδοκλέος
96. die schwächere Sache zur stärkeren machen – siehe τὸν ἥττω λόγον κρείττω ποιεῖν
97. die sieben Jahre – siehe η Επταετία
98. Die sieben Sehenswürdigkeiten der bewohnten Erde – siehe τὰ ἑπτὰ θεάματα τῆς οἰκουμένης
99. die Sieben Weisen – siehe οἱ ἑπτὰ σοφοί
100. die Stadt – siehe η Πόλη
101. Die Tiere laufen. – siehe Τὰ ζῷα τρέχει.
102. Die Trauben sind mir viel zu sauer. – siehe Ὄμφακές εἰσιν.
103. Die Tüchtigkeit eines Pferdes beurteilen wir im Krieg, die Treue eines Freundes im Unglück. – siehe Ἱππου μὲν ἀρετὴν ἐν πολέμῳ …
104. Die Verfassung, die wir haben […] heißt Demokratie, weil der Staat nicht auf wenige Bürger, sondern auf die Mehrheit ausgerichtet ist. – siehe Χρώμεθα γὰρ πολιτείᾳ […] καὶ ὄνομα μὲν διὰ τὸ μὴ ἐς ὀλίγους ἀλλ' ἐς πλείονας οἰκεῖν δημοκρατία κέκληται.
105. die Verfluchung – siehe ἤτω ἀνάθεμα
106. die Vielen – siehe οἱ πολλοί
107. Die Wachen sind in einer gemeinsamen Welt. – siehe Τοῖς ἐγρηγορόσιν ἕνα καὶ κοινὸν κόσμον εἶναι.
108. Die Welt ist eine Bühne. – siehe Ὁ κόσμος σκηνή.
109. Die Zeit verdunkelt alles, gibt es dem Vergessen preis. – siehe Χρόνος δ’ ἀμαυροῖ πάντα κεἰς λήθην ἄγει.
110. die Zweite Wiederkunft – siehe Δευτέρα Παρουσία
111. Dies ist das Buch von der Geburt Jesu Christi, der da ist ein Sohn Davids, des Sohnes Abrahams. – siehe Βίβλος γενέσεως Ἰησοῦ Χριστοῦ, υἱοῦ Δαυὶδ υἱοῦ Ἀβραάμ.
112. Domine, quo vadis? – siehe Κύριε, ποῦ ὑπάγεις;
113. Doppeladler – siehe δικέφαλος ἀετός
114. drakonische Gesetze – siehe Δρακόντειοι νόμοι
115. drei Formen der Herrschaft – siehe τρία γένη πολιτειῶν
116. Drei Jahreszeiten gab der Himmel. – siehe Ὥρας δ’ ἔθηκε τρεῖς.
117. dreißig Silberlinge – siehe τριάκοντα ἀργύρια
118. Du bemühst dich zu wissen, was im Himmel ist, aber das, was auf der Erde ist, siehst du nicht? – siehe Σὺ τὰ ἐν οὐρανῷ βλέπειν πειρώμενος τὰ ἐπὶ τῆς γῆς οὐχ ὁρᾷς;
119. Du bist der Gesalbte. – siehe Σὺ εἶ ὁ χριστός.
120. Du bist ein Rhamnusier. – siehe Ῥαμνούσιος εἶ.
121. Du bist Petrus, der Fels, und auf diesem Felsen werde ich meine Kirche bauen. – siehe Σὺ εἶ Πέτρος, καὶ ἐπὶ ταύτῃ τῇ πέτρᾳ οἰκοδομήσω μου τὴν ἐκκλησίαν.
122. Du bist. – siehe Εἶ.
123. Du hast Lotos gegessen. – siehe Λωτοῦ ἔφαγες.
124. Du hast mich besiegt, Galiläer. – siehe Νενίκηκάς με, Γαλιλαῖε.
125. Du kommst wohl aus der Akademie? – siehe Ἀκαδημίηθεν ἥκεις.
126. Du lehrst einen Fisch schwimmen. – siehe Ἰχθὺν νήχεσθαι διδάσκεις.
127. Du machst einen Elefanten aus einer Mücke. – siehe Ἐλέφαντα ἐκ μυίας ποιεῖς.
128. Du trägst Cäsar und sein Glück. – siehe Καίσαρα φέρεις καὶ τὴν Καίσαρος Τύχην συμπλέουσαν.
129. Du vergleichst eine Rose mit einer Anemone. – siehe Ῥόδον ἀνεμώνῃ συγκρίνεις.
130. Du wäschst einen Äthiopier. – siehe Αἰθίοπα σμήχεις.
131. Dulce et decorum est pro patria mori. – siehe Τεθνάμεναι γὰρ καλὸν ἐνὶ προμάχοισι πεσόντα.
132. Dulde, mein Herz! Du hast noch härtere Kränkung erduldet. – siehe Τέτλαθι δή, κραδίη· καὶ κύντερον ἄλλο ποτ’ ἔτλης.

## E

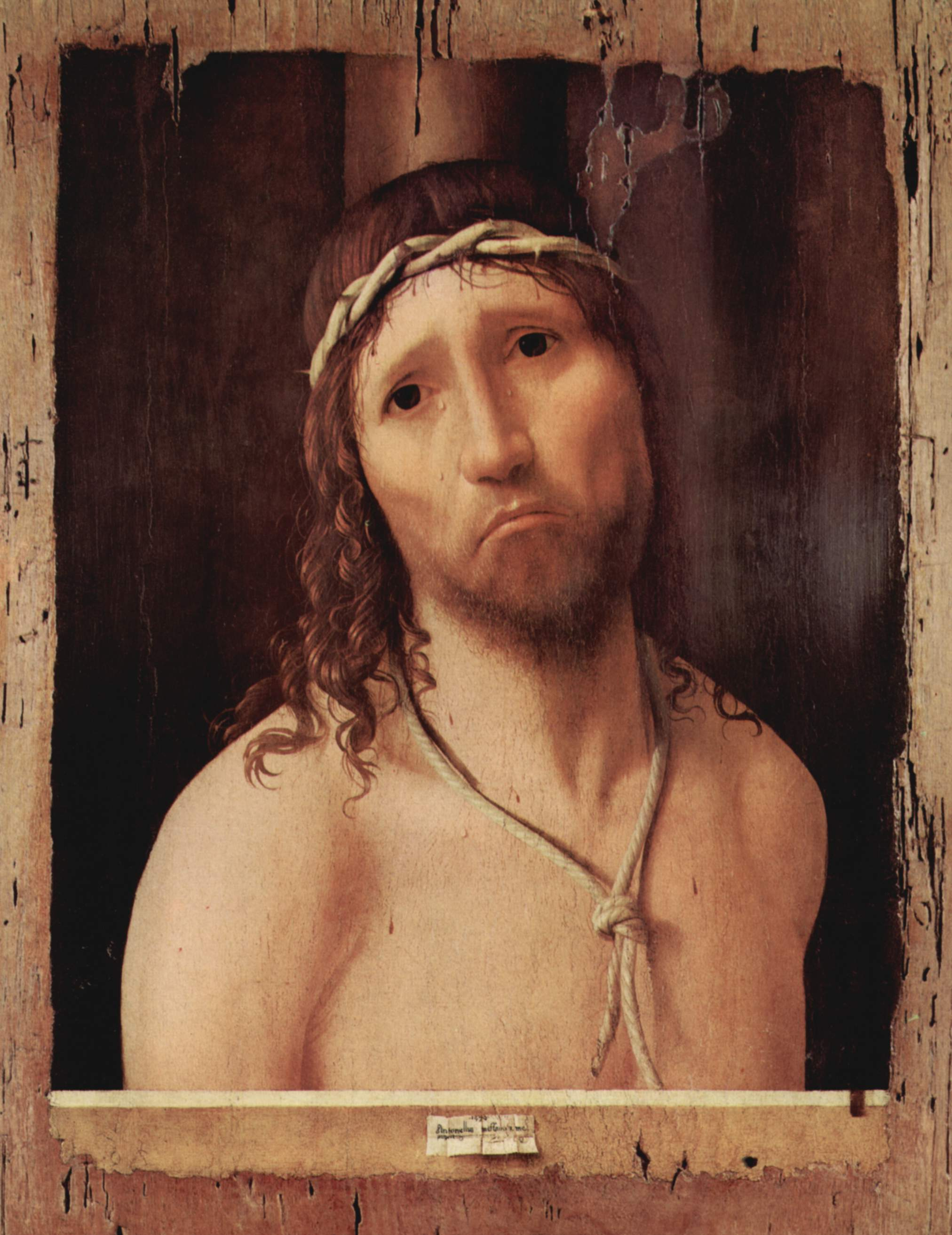
Ἰδοὺ ὁ ἄνθρωπος – Ecce homo

1. Ecce homo – siehe Ἰδοὺ ὁ ἄνθρωπος
2. Ego sum α et ω. – siehe ἄλφα καὶ ὦ
3. Ehemalige Jugoslawische Republik Mazedonien – siehe Πρώην Γιουγκοσλαβική Δημοκρατία της Μακεδονίας
4. Eher finden die Raben sich weiß, Schildkröten geflügelt. – siehe Θᾶττον ἔην λευκους κόρακας πτηνάς τε χελώνας.
5. Eher geht ein Kamel durch ein Nadelöhr… – siehe Εὐκοπώτερόν ἐστι κάμηλον διὰ τρυπήματος ῥαφίδος διελθεῖν.
6. Ehre sei Gott in der Höhe! – siehe Δόξα ἐν ὑψίστοις Θεῷ.
7. Eid des Hippokrates – siehe Ἱπποκράτους ὅρκος
8. Eid des Rhadamantys – siehe Ῥαδαμάνθους ὅρκος
9. Eile mit Weile! – siehe Σπεῦδε βραδέως.
10. Ein dicker Bauch bringt keinen feinen Gedanken hervor. – siehe Παχεῖα γαστὴρ λεπτὸν οὐ τίκτει νόον.
11. Ein Fisch fängt vom Kopf her an zu stinken. – siehe Ἰχθὺς ἐκ τῆς κεφαλῆς ὄζειν ἄρχεται.
12. ein in der Nacht scheinendes, um die Erde herumirrendes, fremdes Licht – siehe νυκτιφαὲς περὶ γαῖαν ἀλώμενον ἀλλότριον φῶς
13. ein Iota in meinem Gesetz – siehe ἰῶτα ἓν ἢ μία κεραία
14. Ein kurzer Weg wird lang. – siehe Ὁδὸς βραχεῖα γίγνεται μακρά.
15. Ein Leben in der Fremde lehrt Genügsamkeit. – siehe Ξενιτείη βίου αὐτάρκειαν διδάσκει.
16. Ein Leben ohne Feste ist ein langer Weg ohne Herbergen. – siehe Βίος ἀνεόρταστος μακρὰ ὁδὸς ἀπανδόκευτος.
17. Ein schlechter Mann lebt lang. – siehe Κακὸς ἀνὴρ μακρόβιος.
18. Ein schwarzes Gewand anlegen – siehe μέλαν ἱμάτιον περιβάλλεσθαι
19. Ein Toter beißt nicht. – siehe Νεκρὸς οὐ δάκνει.
20. Eine bittere Gurke? Wirf sie weg! – siehe Σίκυος πικρός; ἄφες.
21. Eine Dohle ist immer in der Nähe einer Dohle zu finden. – siehe Ἀεὶ κολοιὸς παρὰ κολοιῷ ἱζάνει.
22. Eine Hand wäscht die andere. – siehe Χεῖρ χεῖρα νίπτει.
23. Eine Schwalbe macht keinen Frühling. – siehe Μία χελιδὼν ἔαρ οὐ ποιεῖ.
24. eine, heilige, katholische und apostolische Kirche – siehe μίαν, ἁγίαν, καθολικὴν καὶ ἀποστολικὴν Ἐκκλησίαν
25. Einem blöden Menschen fährt bei jedem sinnvollen Wort der Schrecken in die Glieder. – siehe Βλὰξ ἄνθρωπος ἐπὶ παντὶ λόγῳ ἐπτοῆσθαι φιλεῖ.
26. Einem schlechten Leben ist der Tod vorzuziehen. – siehe Ζωῆς πονηρᾶς θάνατος αἱρετώτερος.
27. Einen Elefanten aus einer Mücke machen. – siehe Ἐλέφαντα ἐκ μυίας ποιεῖς.
28. Einer bedeutet mir so viel wie zehntausend, wenn er der Beste ist. – siehe Εἷς μοι μύριοι, ἐὰν ἄριστος ᾖ.
29. einer der Zwölf – siehe εἷς τῶν δώδεκα
30. Einer sei Herrscher, einer König. – siehe Εἷς κοίρανος ἔστω, εἷς βασιλεύς.
31. Einer, den die Götter lieben, stirbt jung. – siehe Ὅν οἱ θεοὶ φιλοῦσιν, ἀποθνῄσκει νέος.
32. Eines Adlers Alter ist eines Spatzens Jugend wert. – siehe Ἀετοῦ γῆρας, κορυδοῦ νεότης.
33. Eines Schattens Traum ist der Mensch. – siehe Σκιᾶς ὄναρ ἄνθρωπος.
34. Eines schlechten Mannes Geschenke bringen keinen Segen. – siehe Κακοῦ γὰρ ἀνδρὸς δῶρ΄ ὄνησιν οὐκ ἔχει.
35. eingeborener Sohn – siehe υἱὸς μονογενής
36. Einige glauben, bei der schnellen Bewegung so großer Körper müsse ein Ton entstehen. – siehe Δοκεῖ γάρ τισιν ἀναγκαῖον εἶναι τηλικούτων φερομένων σωμάτων γίγνεσθαι ψόφον.
37. eins durch zwei – siehe ἓν διὰ δυοῖν
38. Ekklesia – siehe ἐκκλησία πάνδημος
39. Elephantum ex musca facis. – siehe Ἐλέφαντα ἐκ μυίας ποιεῖς.
40. Elysion – siehe Ἠλύσιον Πεδίον
41. Entweder du erhebst mich oder ich dich. – siehe Ἤ μ’ ἀνάειρ’ ἢ ἐγὼ σέ.
42. Entweder es, oder auf ihm. – siehe Ἢ τὰν ἢ ἐπὶ τᾶς.
43. Er erklärt nicht, verbirgt nicht, sondern deutet an. – siehe Οὔτε λέγει οὔτε κρύπτει, ἀλλὰ σημαίνει.
44. Er fährt nach Antikyra. – siehe πλεύσειεν εἰς Ἀντικύρας
45. Er lebt und herrscht als König. – siehe Ζεί και βασιλεύει.
46. Er selbst hat es gesagt. – siehe Αὐτὸς ἔφα.
47. Erde und Wasser – siehe γῆ καὶ ὕδωρ
48. Erdgötter – siehe χθόνιοι θεοί
49. erfundene Geschichte, die eine Wahrheit enthält – siehe λόγος ψευδὴς εἰκονίζων ἀλήθειαν
50. Erholung ist die Würze der Arbeit. – siehe Ἡ ἀνάπαυσις τῶν πόνων ἐστὶν ἄρτυμα.
51. Erkenne den rechten Zeitpunkt! – siehe Γίγνωσκε καιρόν.
52. Erkenne dich selbst! – siehe Γνῶθι σεαυτόν.
53. erster Irrtum – siehe πρῶτον ψεῦδος
54. Erstreben, das Göttliche in uns dem Göttlichen in Allem zurückzugeben. – siehe Πειρᾶσθαι τὸ ἐν ἡμῖν θεῖον ἀνάγειν πρὸς τὸ ἐν τῷ παντὶ θεῖον.
55. Es begab sich aber zu der Zeit … – siehe Ἐγένετο δὲ ἐν ταῖς ἡμέραις ἐκείναις …
56. Es bleibt immer etwas hängen. – siehe Κἂν θεραπεύσῃ τὸ ἕλκος ὁ δεδηγμένος, ἡ οὐλὴ μενεῖ τῆς διαβολῆς.
57. Es braucht viel Zeit, einen kurzen Weg zu gehen. – siehe Ὁδὸς βραχεῖα γίγνεται μακρά.
58. Es gab eine Zeit, als ohne Ordnung der Menschen Leben war. – siehe Ἦν χρόνος, ὅτ’ ἦν ἄτακτος ἀνθρώπων βίος.
59. Es gebe vier Farben, genau so viele wie Elemente: Weiß, Schwarz, Rot und Gelb-Grün. – siehe Τέτταρα δὲ τοῖς στοιχείοις ἰσάριθμα, λευκὸν μέλαν ἐρυθρὸν ὠχρόν.
60. Es gibt viel Unheimliches und doch ist nichts unheimlicher als der Mensch. – siehe Πολλὰ τὰ δεινὰ κ’ οὐδὲν ἀνθρώπου δεινότερον πέλει
61. Es ist besser, Unrecht zu leiden als Unrecht zu tun. – siehe Τὸ ἀδικεῖν τοῦ ἀδικεῖσθαι κάκιον.
62. Es ist genau das Gleiche, Bohnen zu essen und die Köpfe der Eltern. – siehe Ἴσον τοι κυάμους τε φαγεῖν κεφαλάς τε τοκήων.
63. Es ist leichter, dass ein Kamel durch ein Nadelöhr gehe… – siehe Εὐκοπώτερόν ἐστι κάμηλον διὰ τρυπήματος ῥαφίδος διελθεῖν.
64. Es ist schwer, edelmütig zu sein. – siehe Χαλεπὸν ἐσθλὸν ἔμμεναι.
65. Es ist unmöglich, dem Schicksal zu entkommen. – siehe Τὸ πεπρωμένον φυγεῖν ἀδύνατον.
66. Es ist vollbracht. – siehe Τετέλεσται.
67. Es ist würdig. – siehe Ἄξιόν ἐστιν.
68. Es kommt, es kommt die Schwalbe. – siehe Ἤλθ’ ἦλθε χελιδών.
69. Es kreißt der Berg, und dann gebiert er eine Maus. – siehe Ὤδινεν ὄρος καὶ ἔτεκε μῦν.
70. Es lebt das Feuer der Erde Tod und die Luft lebt Feuers Tod, das Wasser lebt der Luft Tod, die Erde den des Wassers. – siehe Ζῇ πῦρ τὸν γῆς θάνατον καὶ αὴρ ζῇ τὸν πυρὸς θάνατον, ὕδωρ ζῇ τὸν ἀέρος θάνατον, γῆ τὸν ὕδατος.
71. Es sagte, Homer verdiene es, aus den Wettkämpfen, mit den Stock schlagend, herausgejagt zu werden und ebenso Archilochos. – siehe Ὅμηρον ἔϕασκεν ἄξιον ἐκ τῶν ἀγώνων ἐκβάλλεσθαι καὶ ῥαπίζεσθαι καὶ Ἀρχίλοχον ὁμοίως.
72. Es sei verflucht! – siehe ἤτω ἀνάθεμα
73. Es sind unreife Trauben. – siehe Ὄμφακές εἰσιν.
74. Es stinkt nicht. – siehe Δεν μυρίζουν.
75. Es werde Licht! – siehe Γενηθήτω φῶς.
76. Es wird kommen der Tag. – siehe ἔσσεται ἧμαρ.
77. Esel haben Futter lieber als Gold. – siehe Ὄνους σύρματ’ ἂν ἑλέσθαι μᾶλλον ἢ χρυσόν.
78. Et tu, Brute? – siehe Καὶ σὺ τέκνον;
79. Etwas Süßes zu häufig gekostet ist nicht lange süß. – siehe Τὸ γὰρ ἡδύ, ἐὰν πολύ, οὐ τι γὲ ἡδύ.
80. Eucharistie – siehe Θεία Εὐχαριστία
81. Eulen nach Athen tragen. – siehe γλαῦκ’ Ἀθήναζ’
82. Ex Academia venis. – siehe Ἀκαδημίηθεν ἥκεις.
83. Ex Africa semper aliquid novi. – siehe Ἀεὶ Λιβύη φέρει τι καινόν.
84. extra telorum iactum – siehe ἔξω βελῶν

## F
1. Faber est quisque fortunae suae. – siehe Ἦθος, ἀνθρώπῳ δαίμων.
2. Fasst Mut! Ich sehe Land. – siehe Θαρρεῖτε, γῆν ὁρῶ.
3. federloser Zweibeiner – siehe ζῷον δίπουν ἄπτερον
4. Festina lente. – siehe Σπεῦδε βραδέως.
5. Fiat lux. – siehe Γενηθήτω φῶς.
6. Flüssiges Feuer – siehe Ὑγρὸν Πῦρ
7. Folget mir nach! – siehe Δεῦτε ὀπίσω μου …
8. Freiheit braucht Tugend und Mut. – siehe Θέλει αρετή και τόλμη η ελευθερία.
9. Freiheit oder Tod! – siehe Ελευθερία ή Θάνατος!
10. Fremder! – siehe ὦ ξένε
11. Freund der Weisheit. – siehe Φιλόσοφος
12. Freund Zeus – siehe Φίλε Ζεύ
13. Freut euch! – siehe Χαίρετε.
14. Frommes im Sinn führen – siehe φρονεῖν ὅσια
15. Fünf Bücher Mose – siehe ἡ πεντάτευχος βίβλος
16. Für die Schönste – siehe Καλλίστῃ
17. Für die Sterblichen ist nicht geboren zu werden das Beste. – siehe Θνατοῖσι μὴ φῦναι φέριστον.
18. Furcht und Schrecken – siehe Δεῖμος καὶ Φόβος
19. Fürchte die Danaer, selbst wenn sie Geschenke bringen. – siehe Φοβοῦ τοὺς Δαναοὺς καὶ δῶρα φέροντας.

## G
1. Geh mir ein bisschen aus der Sonne. – siehe Μικρὸν ἀπὸ τοῦ ἡλίου μετάστηθι.
2. Geh nicht an meiner Grabinschrift vorbei, Wanderer! – siehe Μή μου παρέλθῃς τοῦπίγραμμ’, ὁδοιπόρε.
3. Gerufen und nicht gerufen wird (ein) Gott da sein. – siehe Καλούμενός τε κἄκλητος θεὸς παρέσται.
4. geschleppter Tanz – siehe συρτός χορός
5. Gleich und Gleich gesellt sich gern. – siehe Ἀεὶ κολοιὸς παρὰ κολοιῷ ἱζάνει.
6. Gleichheit des Vermögens – siehe ἀνομάλωσις τῶν οὐσιῶν
7. Griechenland christlicher Griechen – siehe Ελλάς Ελλήνων Χριστιανών
8. griechische Diaspora – siehe ελληνική διασπορά

## H

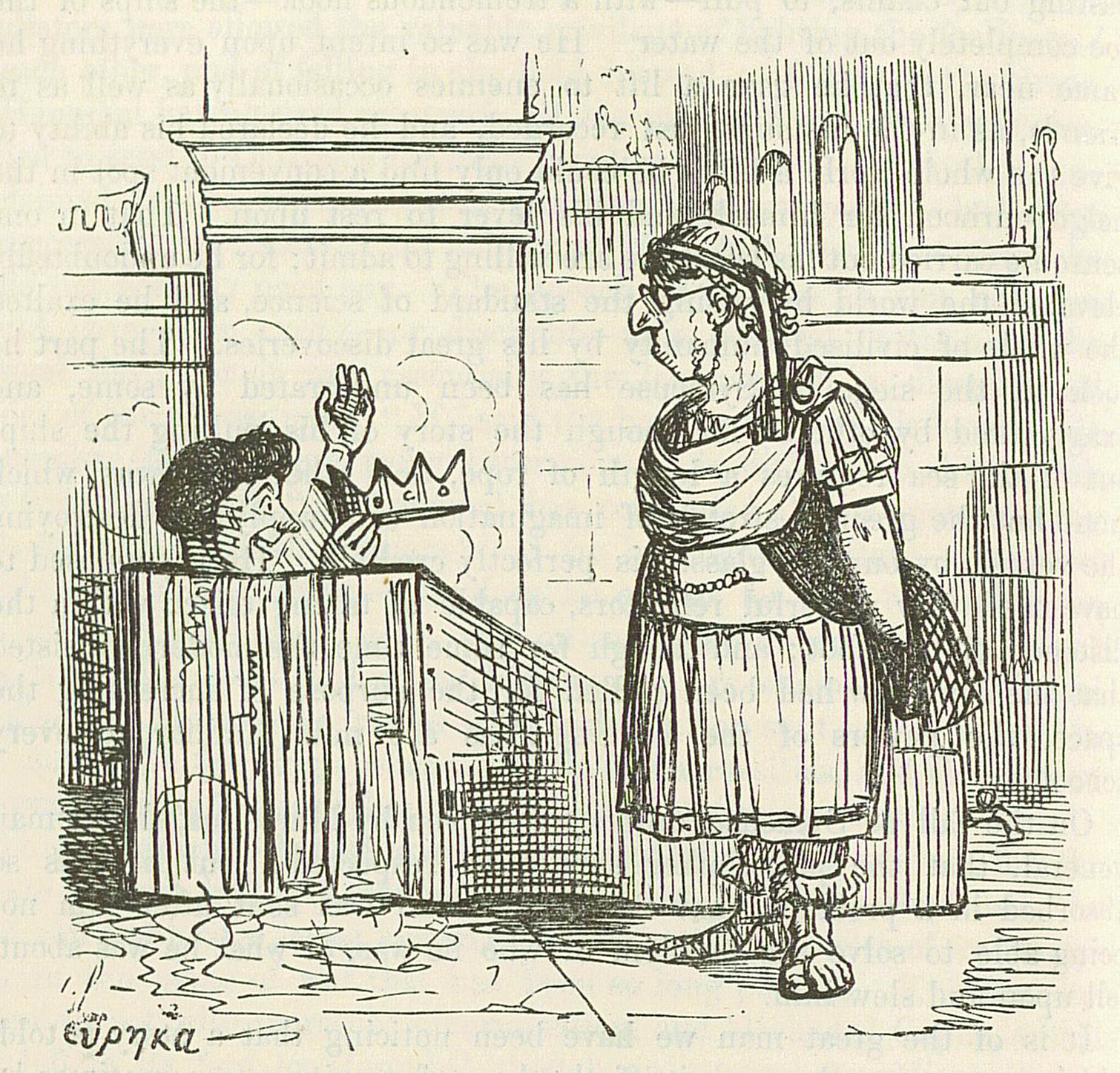
Archimedes in der Badewanne:
„Εὕρηκα.“ – „Heureka!“

1. Habe das Ganze im Sinn! – siehe Μελέτη τὸ πᾶν.
2. Halkyonische Tage – siehe Ἀλκυονίδες ἡμέραι
3. Hallo! – siehe Γεια σου.
4. Hapax legomenon – siehe Ἅπαξ λεγόμενον
5. Haus des Herrn – siehe κυριακὴ οἰκία
6. Hebammenkunst – siehe Μαιευτικὴ τέχνη
7. heilige Hochzeit. – siehe ἱερὸς γάμος
8. heilige Krankheit – siehe ἱερὰ νόσος
9. Heiliger Berg – siehe Άγιον Όρος
10. heiliger Jahrgang – siehe ἔτος ἱερόν
11. Heiliger Schlaf – siehe Ὕπνε ἄναξ
12. Heiteres Licht – siehe Φῶς Ἱλαρόν
13. Helikonischen Musen geweiht, heb' unser Gesang an – siehe Μουσάων Ἑλικωνιάδων ἀρχώμεθ’ ἀείδειν
14. Hellenische Republik – siehe Ελληνική Δημοκρατία
15. Hendiadyoin – siehe ἓν διὰ δυοῖν
16. Heracleus lapis – siehe Ἡρακλέος λίθος
17. Herakles-Krankheit – siehe ἱερὰ νόσος
18. Herculei labores – siehe Ἡράκλειοι πόνοι
19. Herkulische Mühen – siehe Ἡράκλειοι πόνοι
20. Hermes ist anwesend. – siehe Ὁ Ἑρμῆς ἐπεισελήλυθεν.
21. Herr, deine rechte Hand ist verherrlicht in ihrer Kraft. – siehe Ἡ δεξιά σου χεῖρ, Κύριε, δεδόξασται ἐν ἰσχύϊ.
22. Herr, erbarme dich! – siehe Κύριε ἐλέησον.
23. Herr, gedenke der Athener! – siehe Ὦ δέσποτα, μέμνησο Ἀθηναίων.
24. Herr, wohin gehst du? – siehe Κύριε, ποῦ ὑπάγεις;
25. Herz, mein Herz! – siehe Θυμὲ θύμ’.
26. Herzlichen Glückwunsch! – siehe Χρόνια πολλά!
27. Heureka – siehe Εὕρηκα.
28. Hic Rhodus, hic salta. – siehe Ἰδοῦ Ῥόδος, καὶ ἀποπήδησον.
29. Hier ist Rhodos, hier springe! – siehe Ἰδοῦ Ῥόδος, καὶ ἀποπήδησον.
30. Hilf dir selbst, dann hilft dir Gott! – siehe Σὺν Ἀθηνᾷ καὶ χεῖρα κίνει.
31. himmlische Liebe – siehe ἔρως οὐρανιός
32. Hippokleides kümmert es nicht. – siehe Οὐ φροντὶς Ἱπποκλείδῃ.
33. hölzerne Mauer – siehe ξύλινον τεῖχος
34. Homer hat Griechenland erzogen. – siehe Ὅμηρος τὴν Ἑλλάδα ἐπεπαιδεύκει.
35. homerisches Gelächter – siehe ἄσβεστος γέλως
36. Höre vieles an, sage wenig. – siehe Άκουσε πολλά και λέγε λίγα.
37. Horn der Amaltheia – siehe κέρας Ἀμαλθείας
38. Hospital für die Seele – siehe Ψυχῆς ἰατρεῖον
39. Hysteron-Proteron – siehe Ὕστερον πρότερον

## I

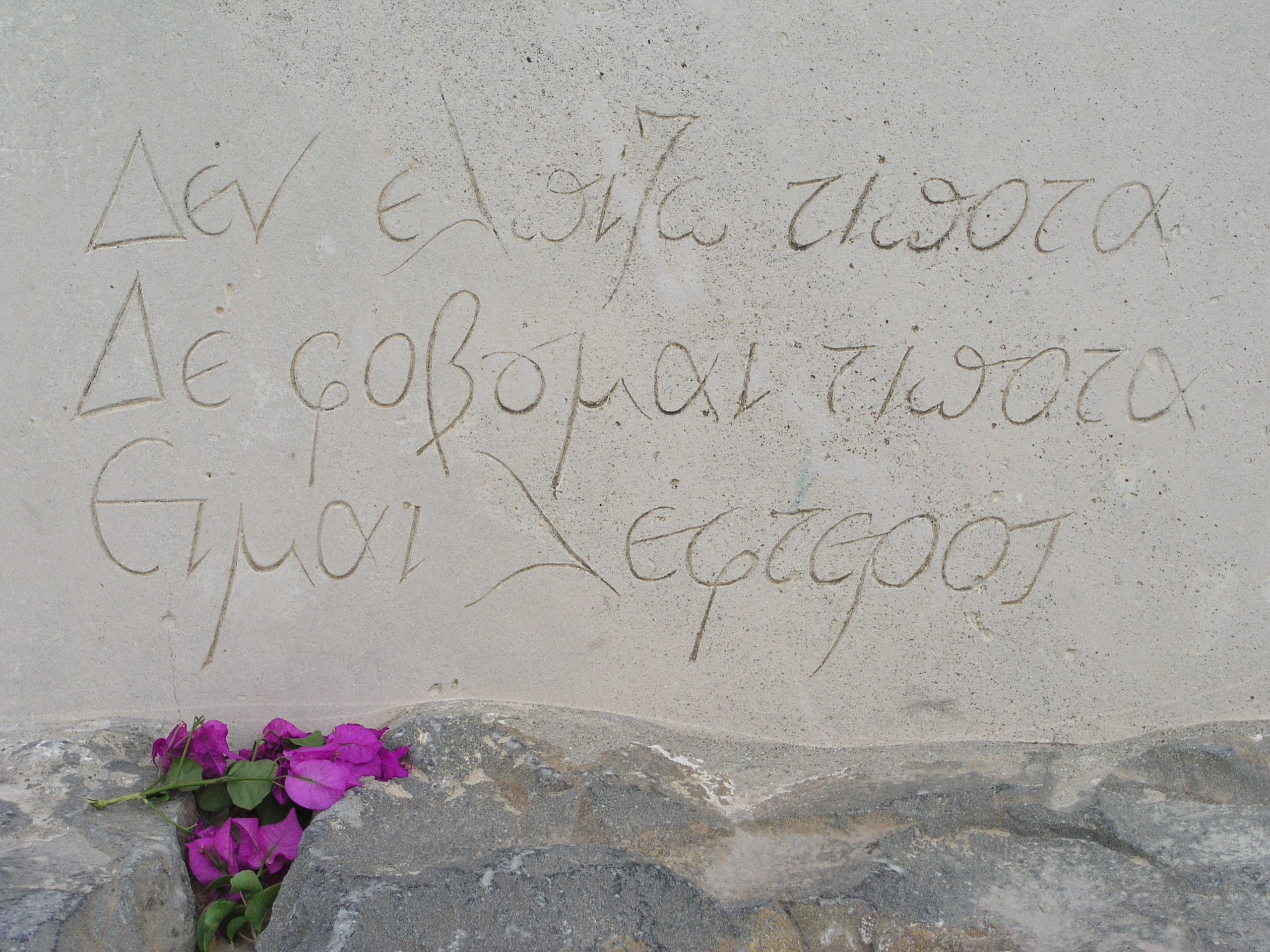
Δεν ελπίζω τίποτα. – „Ich erhoffe nichts …“

Ichthys – Ἰησοῦς Χριστὸς Θεοῦ Υἱὸς Σωτήρ

1. Ich aber sage euch. – siehe Λέγω γὰρ ὑμῖν.
2. Ich berichte Berichtetes. – siehe λέγειν τὰ λεγόμενα
3. Ich bin das A und das O. – siehe ἄλφα καὶ ὦ
4. Ich bin der Becher des Nestor, aus dem sich gut trinken ließ; – siehe Νέστορός εἰμι εὔποτον ποτήριον.
5. Ich erhoffe nichts. – siehe Δεν ελπίζω τίποτα.
6. Ich habe den Esel vermietet, nicht den Schatten. – siehe Ἐμίσθωσα τὸν ὄνον, οὐ τὴν σκιάν.
7. Ich habe gelesen, ich habe verstanden, ich habe verworfen. – siehe Ἀνέγνων, ἔγνων, κατέγνων.
8. Ich hab's! – siehe Εὕρηκα.
9. Ich kam, ich sah, ich siegte. – siehe Ἦλθον, εἶδον, ἐνίκησα.
10. Ich lache, wenn ich sie ihre Erdkarten zeichnen sehe. – siehe Γελῶ δὲ ὁρέων γῆς περιόδους γράψαντας.
11. Ich lebe wie der Pascha in Ioannina. – siehe Ζω σαν πασάς στα Γιάννενα.
12. Ich liebe dich. – siehe Σ’ αγαπώ.
13. Ich mag nicht Liebe, die mit Worten liebt. – siehe Λόγοις δ’ ἐγὼ φιλοῦσαν οὐ στέργω φίλην.
14. Ich suche einen Menschen. – siehe Ἄνθρωπον ζητῶ.
15. Ich weiß, dass ich nicht weiß. – siehe Οἶδα οὐκ εἰδώς.
16. Ich werde alt und lerne immer noch Vieles dazu. – siehe Γηράσκω δ’ αἰεὶ πολλὰ διδασκόμενος.
17. Ich werde der erste meines Geschlechts sein. – siehe Ἐγὼ ἄρξω τοῦ γένους.
18. Ich werfe Perlen vor die Säue. – siehe Ρίπτω τους μαργαρίτας εις τους χοίρους.
19. Ichor wie er rinnt in den Adern der seligen Götter; – siehe Ἰχώρ, οἷός πέρ τε ῥέει μακάρεσσι θεοῖσιν.
20. Ichthys – siehe Ἰησοῦς Χριστὸς Θεοῦ Υἱὸς Σωτήρ
21. Idiot – siehe ἰδιώτης
22. Iesus Hominum Salvator – siehe ΙΗΣ
23. Ihr seid das Licht der Welt. – siehe Ὑμεῖς ἐστε τὸ φῶς τοῦ κόσμου.
24. Ihr seid das Salz der Erde. – siehe Ὑμεῖς ἐστε τὸ ἅλας τῆς γῆς·
25. Ihr Söhne der Hellenen, auf! Befreit unser Vaterland! – siehe Ὦ παῖδες Ἑλλήνων ἴτε, ἐλευθεροῦτε πατρίδ’.
26. IHS – siehe ΙΗΣ
27. Im Anfang erschuf Gott Himmel und Erde. – siehe Ἐν ἀρχῇ ἐποίησεν ὁ θεὸς τὸν οὐρανὸν καὶ τὴν γῆν.
28. Im Anfang war das Wort. – siehe Ἐν ἀρχῇ ἦν ὁ λόγος.
29. im Dunkeln tappen – siehe ψηλαφεῖν ἐν τῷ σκότῳ
30. Im Namen des Vaters und des Sohnes und des Heiligen Geistes – siehe εἰς τὸ ὄνομα τοῦ πατρὸς καὶ τοῦ υἱοῦ καὶ τοῦ ἁγίου πνεύματος
31. im Schoß der Götter – siehe Θεῶν ἐν γούνασι κεῖται.
32. Im Wein (liegt) die Wahrheit. – siehe Ἐν οἴνῳ ἀλήθεια.
33. immer der Beste sein – siehe αἰὲν ἀριστεύειν
34. in die Stadt – siehe η Πόλη
35. In diesem (Zeichen) siege! – siehe Ἐν τούτῳ νίκα.
36. In hoc signo vinces. – siehe Ἐν τούτῳ νίκα.
37. In nomine Patris, et Filii, et Spiritus Sancti. – siehe εἰς τὸ ὄνομα τοῦ πατρὸς καὶ τοῦ υἱοῦ καὶ τοῦ ἁγίου πνεύματος
38. In vino veritas. – siehe Ἐν οἴνῳ ἀλήθεια.
39. Inseln der Seligen – siehe Μακάρων νῆσοι
40. Instat tempus, quo tu omnium oblitus eris: instat, quo omnes tui obliti erunt. – siehe Ἐγγὺς μὲν ἡ σὴ περὶ πάντων λήθη, ἐγγὺς δὲ ἡ πάντων περὶ σοῦ λήθη.
41. Iohannes est nomen eius. – siehe Ἰωάννης ἐστὶ τὸ ὄνομα αὐτοῦ·
42. Ipse dixit. – siehe Αὐτὸς ἔφα.
43. Iss, trink und lass es dir gut gehen! – siehe Φάγε, πίε, εὐφραίνου.
44. Ist es belegt oder nicht? – siehe Κεῖται ἢ οὐ κεῖται;

## J

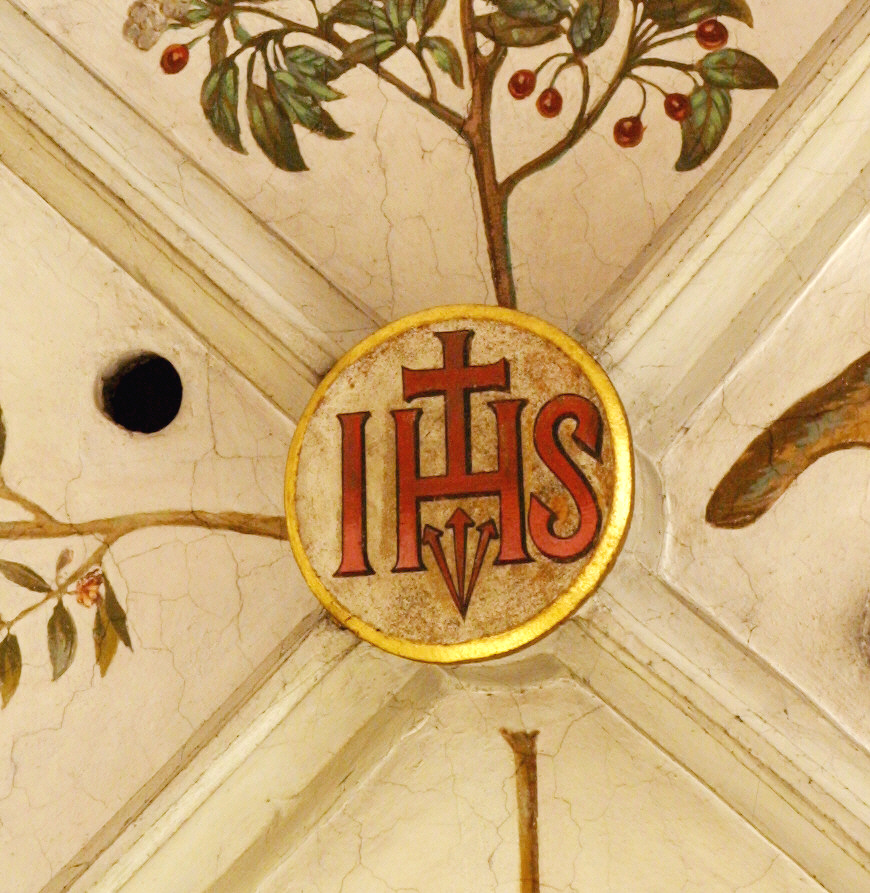
ΙΗΣ – IHS

1. Ja, ja, nein, nein. – siehe Ναὶ ναί, οὒ οὔ·
2. Jahrestag des Nein – siehe Επέτειος του Όχι
3. Jede Frau ist wie Galle; sie hat nur zwei gute Seiten: Die eine im Bett, die andere im Tod. – siehe Πᾶσα γυνὴ χόλος ἐστίν· ἔχει δ’ ἀγαθὰς δύο ὥρας· τὴν μίαν ἐν θαλάμῳ, τὴν μίαν ἐν θανάτῳ.
4. Jede Seele ist unsterblich; denn das Stetsbewegte ist unsterblich. – siehe Ψυχὴ πᾶσα ἀθάνατος· τὸ γὰρ ἀεικίνητον ἀθάνατον.
5. Jeder ist seines Glückes Schmied. – siehe Ἦθος, ἀνθρώπῳ δαίμων.
6. Jeder Würfel sei geworfen! – siehe Πᾶς ἐρρίφθω κύβος.
7. Jesus Christus, Gottes Sohn, Erlöser. – siehe Ἰησοῦς Χριστὸς Θεοῦ Υἱὸς Σωτήρ
8. Jesus von Nazareth, der König der Juden – siehe Ἰησοῦς ὁ Ναζωραῖος ὁ Βασιλεὺς τῶν Ἰουδαίων
9. Jesus, Heiland, Seligmacher – siehe ΙΗΣ
10. Jetzt entlässt du, Herr, deinen Diener. – siehe Νῦν ἀπολύεις τὸν δοῦλόν σου, δέσποτα.
11. Johannes ist sein Name. – siehe Ἰωάννης ἐστὶ τὸ ὄνομα αὐτοῦ·

## K
1. Kalokagathia – siehe καλὸς κἀγαθός
2. katexochen – siehe κατ’ ἐξοχήν
3. Kehrt um! – siehe Μετανοεῖτε.
4. Kein Tag ohne Linie. – siehe Τήμερον οὐδεμίαν γραμμὴν ἤγαγον.
5. Kind, werde glücklicher als dein Vater, im Übrigen ihm gleich! – siehe Ὦ παῖ γένοιο πατρὸς εὐτυχέστερος τὰ δ’ ἄλλ’ ὁμοῖος.
6. Klage gegen gesetzwidrige Beschlüsse – siehe γραφὴ παρανόμων
7. Klage wegen des Status eines Fremden – siehe ξενίας γραφή
8. Klein, aber fein. – siehe Οὐκ ἐν τῷ πολλῷ τὸ εὖ, ἀλλ’ ἐν τῷ εὖ τὸ πολύ.
9. Kleinasiatische Katastrophe – siehe Μικρασιατική καταστροφή
10. Klugen Leuten ziemt es, zunächst das Ende eines Unternehmens ins Auge zu fassen, und es erst dann also ins Werk zu setzen. – siehe Τῶν ἀνθρώπων τοὺς φρονίμους δεῖ πρότερον τὰ τέλη τῶν πραγμάτων σκοπεῖν, εἴθ’ οὗτως αὐτοῖς ἐπιχειρεῖν.
11. Komm und nimm! – siehe Μολὼν λαβέ
12. Kommt alle zu mir, die ihr mühselig und beladen seid! – siehe Δεῦτε πρός με πάντες οἱ κοπιῶντες καὶ πεφορτισμένοι.
13. Kosmopolit – siehe κοσμοπολίτης
14. Kranker im Gips – siehe ασθενής στο γύψο
15. Krummes Holz wird niemals gerade. – siehe Ξύλον ἀγκύλον οὐδέποτ’ ὀρθόν.
16. kuhäugige Hera – siehe βοῶπις Ἥρη
17. Kunst der Musen – siehe μουσικὴ τέχνη
18. Kyrie eleison. – siehe Κύριε ἐλέησον.

## L

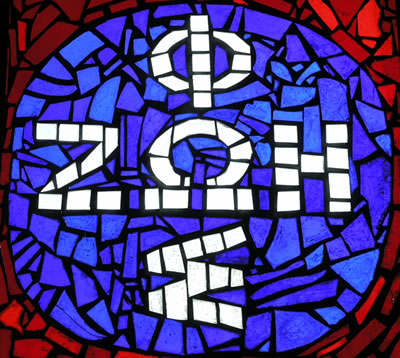
Φῶς – Ζωή: Licht und Leben

1. Labet eure Eltern in der Kneipe. – siehe λαβέ – εὑρέ – ἐλθέ – ἰδέ – εἰπέ
2. Lamm Gottes – siehe ἀμνὸς τοῦ Θεοῦ
3. Land des Lichts – siehe χώρα του φωτός
4. Lass diesen Kelch an mir vorübergehen! – siehe Παρελθάτω ἀπ’ ἐμοῦ τὸ ποτήριον τοῦτο·
5. Lasse keinen ohne Wissen der Geometrie eintreten. – siehe Ἀγεωμέτρητος μηδεὶς εἰσίτω.
6. Lass deine Linke nicht wissen, was die Rechte tut. – siehe Μὴ γνώτω ἡ ἀριστερά σου τί ποιεῖ ἡ δεξιά σου.
7. Leb’ wohl! – siehe Ἔρρωσο.
8. Lebe im Verborgenen! – siehe Λάθε βιώσας.
9. Lebewesen mit Sprache – siehe ζῷον λόγον ἔχον
10. Leiden der Niobe – siehe Νιόβης πάθη
11. Leiden sind Lehren. – siehe Παθήματα μαθήματα.
12. Lemnischer Frevel – siehe Λήμνια μοχθηρά
13. Libyen (= Afrika) bringt immer was Neues. – siehe Ἀεὶ Λιβύη φέρει τι καινόν.
14. Licht und Leben – siehe Φῶς – Ζωή
15. Lieber der Erste hier als der Zweite in Rom. – siehe Παρὰ τούτοις εἶναι μᾶλλον πρῶτος ἢ παρὰ Ῥωμαίοις δεύτερος.
16. Lieber eine Stunde freies Leben, als vierzig Jahre Sklaventum und Kerker. – siehe Καλύτερα μιας ώρας ελεύθερη ζωή παρά σαράντα χρόνια σκλαβιά και φυλακή.
17. Löwenfell über Safrankleid – siehe λεοντῆ ἐπὶ κροκωτῷ
18. Lumen Christi – siehe Φῶς Ἱλαρόν
19. Lupus in fabula… – siehe Εἰ καὶ λύκου ἐμνήσθῃς.
20. Lydia lapis – siehe Λυδία λίθος
21. lydischer Stein – siehe Λυδία λίθος

## M
1. mächtiger Schlaf – siehe Ὕπνε ἄναξ
2. Mäeutik – siehe Μαιευτικὴ τέχνη
3. Magister dixit. – siehe Αὐτὸς ἔφα.
4. Magna Graecia – siehe Μεγάλη Ἑλλάς
5. Magnificat anima mea Dominum. – siehe Μεγαλύνει ἡ ψυχή μου τὸν Κύριον.
6. Mahl der Götter – siehe Βρῶμα θεῶν
7. Mallem hic primus esse quam Romae secundus. – siehe Παρὰ τούτοις εἶναι μᾶλλον πρῶτος ἢ παρὰ Ῥωμαίοις δεύτερος.
8. Man kann nicht zwei Mal in denselben Fluss steigen. – siehe Πάντα ῥεῖ καὶ οὐδὲν μένει.
9. Man muss sagen und denken, dass etwas ist. – siehe Χρὴ τὸ λέγειν τε νοεῖν τ’ ἐὸν ἔμμεναι.
10. Manus manum lavat. – siehe Χεῖρ χεῖρα νίπτει.
11. Maßhalten ist das Beste. – siehe Μέτρον ἄριστον.
12. Meer und Feuer und Frauen, drei Übel. – siehe Θάλασσα καὶ πῦρ καὶ γυνή, κακὰ τρία.
13. Meerwasser ist das reinste und scheußlichste. – siehe Θάλασσα ὕδωρ καθαρώτατον καὶ μιαρώτατον.
14. Megali Idea – siehe Μεγάλη Ιδέα
15. megarisches Gelächter – siehe γέλως Μεγαρικός
16. Mein Freund ist Platon, aber noch mehr meine Freundin ist die Wahrheit. – siehe Φίλος μεν Πλάτων, φιλτέρα δὲ ἀλήθεια.
17. Mein Name ist Legion. – siehe Λεγιὼν ὄνομά μοι.
18. Mein Name ist Niemand. – siehe Οὖτις ἐμοί γ’ ὄνομα.
19. Meine Kraft ist die Liebe des Volkes. – siehe Ισχύς μου η Αγάπη του Λαού.
20. Meine Seele preist den Herrn. – siehe Μεγαλύνει ἡ ψυχή μου τὸν Κύριον.
21. Menschensohn – siehe υἱὸς τοῦ ἀνθρώπου
22. Mercurius supervenit. – siehe Ὁ Ἑρμῆς ἐπεισελήλυθεν.
23. Metaphysik – siehe τὰ μετὰ τὰ φυσικά
24. Mit dem Fuß tritt auf das Volk! – siehe Λὰξ ἐπίβα δήμῳ.
25. mit dem Speer erworbenes Land – siehe δορίκτητος χώρα
26. mit der Faust, mit Fußtritten und mit Beißen – siehe πύξ, λάξ, δάξ
27. morbus sacer – siehe ἱερὰ νόσος
28. Mortuus non mordet. – siehe Νεκρὸς οὐ δάκνει.
29. Mulier taceat in ecclesia. – siehe Αἱ γυναῖκες ἐν ταῖς ἐκκλησίαις σιγάτωσαν.
30. Myconiorum more – siehe Μυκονίων δίκην
31. mysterium fidei – siehe μυστήριον τῆς πίστεως

## N

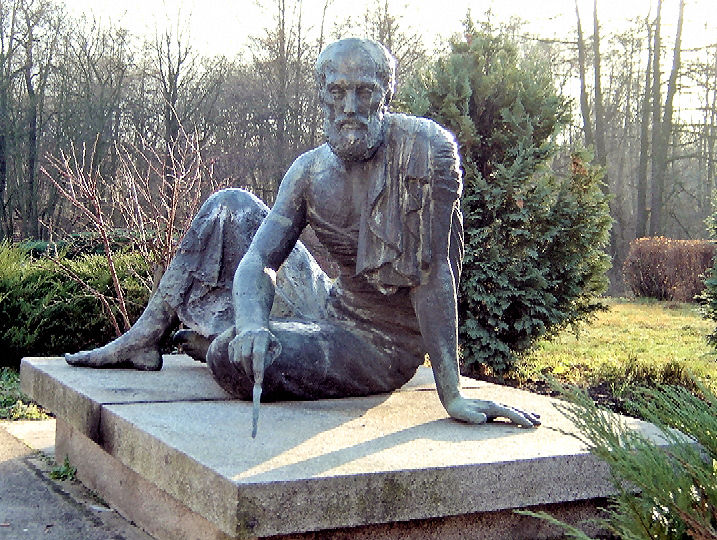
Noli turbare circulos meos. –
Μή μου τοὺς κύκλους τάραττε.

1. nach Antikyra segeln – siehe πλεύσειεν εἰς Ἀντικύρας
2. Nach der Klaue den Löwen – siehe ἐξ ὄνυχος τὸν λέοντα
3. nach deutscher Art. – siehe στο γερμανικό τύπο
4. nach lakonischer Art – siehe Λακωνικὸν τρόπον
5. Nationales Schisma – siehe Εθνικός Διχασμός
6. Natura non facit saltus – siehe Ἡ φύσις οὐδὲν ποιεῖ ἅλματα.
7. Naturalia non sunt turpia. – siehe Οὐκ αἰσχρὸν οὐδὲν τῶν ἀναγκαίων βροτοῖς.
8. Natürliches ist nicht schändlich. – siehe Οὐκ αἰσχρὸν οὐδὲν τῶν ἀναγκαίων βροτοῖς.
9. Navigare necesse est, vivere non est necesse. – siehe Πλεῖν ἀνάγκη, ζῆν οὐκ ἀνάγκη.
10. Naviget Anticyram. – siehe πλεύσειεν εἰς Ἀντικύρας
11. ne per somnium quidem – siehe οὐδ’ ὄναρ
12. Ne quid nimis. – siehe Μηδὲν ἄγαν.
13. necessarium malum – siehe ἀναγκαῖον κακόν
14. Nehme von Zeus den Beginn. – siehe Ἐκ Διὸς ἀρχομένα.
15. Nein – siehe Επέτειος του Όχι
16. Nero, Orestes und Alkmaion: Muttermörder. – siehe Νέρων, Ὀρέστης, Ἀλκμαίων μητροκτόνοι.
17. nervus rerum – siehe νεῦρα τῶν πραγμάτων
18. Neuer Bund – siehe Καινὴ Διαθήκη
19. Nicht die Tatsachen beunruhigen die Menschen, sondern ihre Meinungen über die Tatsachen. – siehe Ταράττει τοὺς ἀνθρώπους οὐ τὰ πράγματα, ἀλλὰ τὰ περὶ τῶν πραγμάτων δόγματα.
20. Nicht ein Jota – siehe ἰῶτα ἓν ἢ μία κεραία
21. nicht einmal im Traum – siehe οὐδ’ ὄναρ
22. Nicht im Vielen ist das Gute, aber im Guten das Viele. – siehe Οὐκ ἐν τῷ πολλῷ τὸ εὖ, ἀλλ’ ἐν τῷ εὖ τὸ πολύ.
23. Nicht mitzuhassen, mitzulieben bin ich da. – siehe Οὔτοι συνέχθειν, ἀλλὰ συμφιλεῖν ἔφυν.
24. Nichts im Übermaß! – siehe Μηδὲν ἄγαν.
25. nichts schaden – siehe Μὴ βλάπτειν
26. Nichts Schlechtes widerfährt dem Mann, der ledig bleibt. – siehe  Χωρὶς γυναικὸς ἀνδρὶ κακὸν οὐ γίγνεται.
27. Niobes mala – siehe Νιόβης πάθη
28. nolens volens – siehe Φεύγω τρόπον γε δή τιν’ οὐχ ἑκὼν ἑκών.
29. Noli me tangere. – siehe Μή μου ἅπτου.
30. Noli turbare circulos meos. – siehe Μή μου τοὺς κύκλους τάραττε.
31. Non olet. – siehe Δεν μυρίζουν.
32. Nosce tempus. – siehe Γίγνωσκε καιρόν.
33. Not bringt Not durch Not. – siehe Πόνος πόνῳ πόνον φέρει.
34. notwendiges Übel – siehe ἀναγκαῖον κακόν
35. Nulla dies sine linea. – siehe Τήμερον οὐδεμίαν γραμμὴν ἤγαγον.
36. Nun heißt es trinken! – siehe Νῦν χρῆ μεθύσθην.
37. Nun so klatscht Beifall, und schickt uns alle freudig fort! – siehe Δότε κρότον καὶ πάντες ἡμᾶς μετὰ χαρᾶς προπέμψατε.
38. Nunc dimittis servum tuum, Domine. – siehe Νῦν ἀπολύεις τὸν δοῦλόν σου, δέσποτα.
39. Nunc est bibendum. – siehe Νῦν χρῆ μεθύσθην.

## O

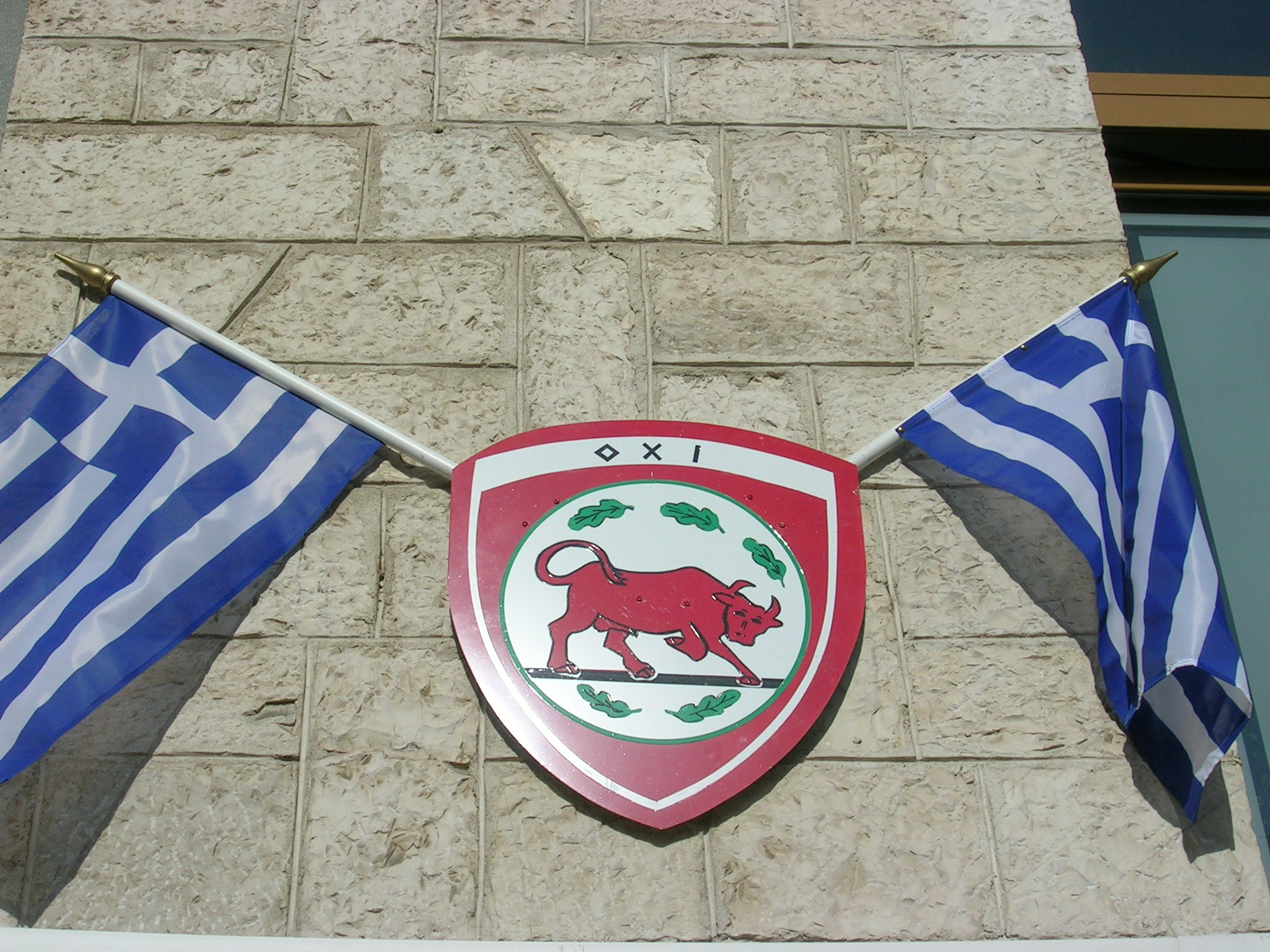
Ochi-Tag: Επέτειος του Όχι

1. O Fremder, verkünde den Spartanern, dass wir hier liegen, von deren Worten überzeugt. – siehe Ὦ ξεῖν’, ἀγγέλλειν Λακεδαιμονίοις ὅτι τῇδε κείμεθα τοῖς κείνων ῥήμασι πειθόμενοι.
2. O Kriton, wir sind dem Asklepios einen Hahn schuldig. – siehe Ὦ Κρίτων […] τῷ Ἀσκληπιῷ ὀφείλομεν ἀλεκτρυόνα.
3. O Mutter der goldgekrönten Kampfspiele, Olympia! – siehe Μᾶτερ ὦ χρυσοστεφάνων ἀέθλων, Οὐλυμπία
4. Ochi-Tag – siehe Επέτειος του Όχι
5. Olympischer Friede – siehe Ὀλυμπιακὴ Ἐκεχειρία
6. Olympisches Hände halten – siehe Ὀλυμπιακὴ Ἐκεχειρία
7. Omnia mea mecum porto. – siehe Ὁ σοφὸς ἐν αὑτῷ περιφέρει τὴν οὐσίαν.
8. Oströmisches Reich – siehe Βασιλεία τῶν Ῥωμαίων

## P
1. palpari in tenebris – siehe ψηλαφεῖν ἐν τῷ σκότῳ
2. panem et circenses – siehe πολὺν ἄρτον καὶ θέαν ἵππων
3. panische Furcht – siehe δεῖμα Πανικόν
4. Panta rhei. – siehe Πάντα ῥεῖ καὶ οὐδὲν μένει.
5. par excellence – siehe κατ’ ἐξοχήν
6. Paradoxon – siehe παρὰ δόξαν
7. parallele Leben – siehe βίοι παράλληλοι
8. pastor bonus – siehe ὁ ποιμὴν ὁ καλὸς
9. Pater noster – siehe Πάτερ ἡμῶν
10. Pater patriae – siehe πατὴρ τῆς πατρίδος
11. Pax vobiscum. – siehe Εἰρήνη ὑμῖν.
12. Pentateuch – siehe ἡ πεντάτευχος βίβλος
13. Phidias hat mich gemacht. – siehe Φειδίας μ’ ἐποίησε.
14. Philipp findet Nathanael. – siehe Βρήκε ο Φίλιππος τον Ναθαναήλ.
15. Philippica – siehe λόγοι Φιλιππικοί
16. philippische Reden – siehe λόγοι Φιλιππικοί
17. Phormions Strohlager – siehe στιβάδες Φορμίωνος
18. Phōs Hilaron – siehe Φῶς Ἱλαρόν
19. Piscis primum a capite foetet. – siehe Ἰχθὺς ἐκ τῆς κεφαλῆς ὄζειν ἄρχεται.
20. Plenus venter non studet libenter. – siehe Παχεῖα γαστὴρ λεπτὸν οὐ τίκτει νόον.
21. Post festum venisti. – siehe Κατόπιν τῆς ἑορτῆς ἥκεις.
22. Privatperson – siehe ἰδιώτης
23. prodenda, quia prodita – siehe λέγειν τὰ λεγόμενα
24. Prokrustesbett – siehe Προκρούστειος κλίνη
25. punctum saliens – siehe στιγμὴ αἱματίνη
26. Pyrrhussieg – siehe Πύρρειος νίκη

## Q
1. Qualis Hera, tales pedissequae. – siehe Ὁποῖα ἡ δέσποινα, τοῖαι καὶ αἱ θεραπαινίδες.
2. Quidquid agis, prudenter agas et respice finem. – siehe:
  - Βουλεύου δὲ πρὸ ἔργου, ὅπως μὴ μῶρα πέληται.
  - Σκοπέειν δὲ χρὴ παντὸς χρήματος τὴν τελευτήν, κῇ ἀποβήσεται·
  - Τῶν ἀνθρώπων τοὺς φρονίμους δεῖ πρότερον τὰ τέλη τῶν πραγμάτων σκοπεῖν, εἴθ’ οὗτως αὐτοῖς ἐπιχειρεῖν.
3. Quidquid id est timeo Danaos et dona ferentes. – siehe Φοβοῦ τοὺς Δαναοὺς καὶ δῶρα φέροντας.
4. Quieta non movere. – siehe Μὴ κινεῖν τὰ ἀκίνητα
5. Quod erat demonstrandum. – siehe Ὅπερ ἔδει δεῖξαι.
6. Quod scripsi, scripsi. – siehe ὃ γέγραφα, γέγραφα.

## R
1. Rachel weint um ihre Kinder. – siehe Ῥαχὴλ κλαίουσα τὰ τέκνα αὐτῆς.
2. Relata refero. – siehe λέγειν τὰ λεγόμενα
3. Richtet nicht, damit ihr nicht gerichtet werdet! – siehe Μὴ κρίνετε, ἵνα μὴ κριθῆτε·
4. rosenfingrige Eos – siehe ῥοδοδάκτυλος Ἠώς
5. Rückgrat des Volkes – siehe ραχοκοκαλιά του λαού
6. Rufer in der Wüste – siehe φωνὴ βοῶντος ἐν τῇ ἐρήμῳ
7. Ruhe, Ordnung und Sicherheit – siehe Ησυχία, Τάξις και Ασφάλεια
8. Rühr mich nicht an! – siehe Μή μου ἅπτου.

## S

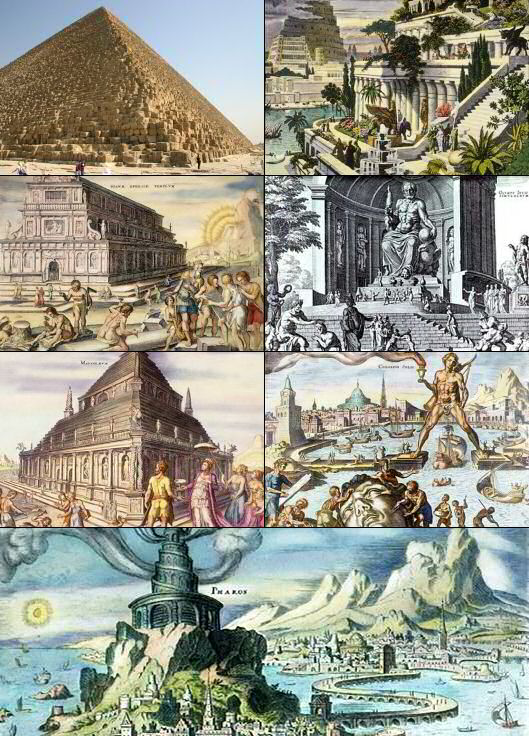
Die Sieben Weltwunder –
τὰ ἑπτὰ θεάματα τῆς οἰκουμένης

1. Sage mir, Muse, den Mann … – siehe Ἄνδρα μοι ἔννεπε, Μοῦσα …
2. Salomon, ich habe dich besiegt. – siehe Νενίκηκά σε Σολομῶν.
3. Säulen des Herakles – siehe αἱ Ἡράκλειοι στῆλαι
4. Saulus, Saulus, warum verfolgst du mich? – siehe Σαοὺλ, Σαούλ, τί με διώκεις;
5. Schau auf das Ende eines langen Lebens! – siehe Ὅρα τέλος μακροῦ βίου.
6. Schlechte Beispiele verderben gute Sitten. – siehe Φθείρουσιν ἤθη χρηστὰ ὁμιλίαι κακαί.
7. Schön und gut – siehe καλὸς κἀγαθός
8. Schwände doch jeglicher Zwist unter Göttern und Menschen! – siehe Ὡς ἔρις ἔκ τε θεῶν καὶ ἀνθρώπων ἀπόλοιτο.
9. Schwanengesang – siehe κύκνειον ᾆσμα
10. Schweine genießen Schlamm mehr als reines Wasser. – siehe Ὕες βορβόρῳ ἥδονται μᾶλλον ἢ καθαρῷ ὕδατι.
11. Seefahrt tut not, Leben tut nicht not. – siehe Πλεῖν ἀνάγκη, ζῆν οὐκ ἀνάγκη.
12. Segelnd auf weinfarbenem Meer hin zu Menschen anderer Sprache. – siehe Πλέων ἐπὶ οἴνοπα πόντον ἐπ ἀλλοθρόους ἀνθρώπους.
13. Sehnen der Dinge – siehe νεῦρα τῶν πραγμάτων
14. Seht, welch ein Mensch! – siehe Ἰδοὺ ὁ ἄνθρωπος
15. Sei gegrüßt, du Gnadenreiche, der Herr ist mit dir. – siehe Χαῖρε, κεχαριτωμένη, ὁ κύριος μετὰ σοῦ.
16. Sein Blut komme über uns und unsere Kinder. – siehe Τὸ αἷμα αὐτοῦ ἐφ’ ἡμᾶς καὶ ἐπὶ τὰ τέκνα ἡμῶν.
17. Sein Kopf war lang und ungleichmäßig. – siehe Προμήκη δὲ τῇ κεφαλῇ καὶ ἀσύμμετρον.
18. Seine Zahl ist 666. – siehe Ὁ ἀριθμὸς αὐτοῦ χξϛ.
19. seinen eigenen Schatten fürchten – siehe τὴν αὑτοῦ σκιὰν φοβεῖσθαι
20. Selbst die Götter kämpfen nicht ohne Anlass. – siehe Ἀνάγκᾳ δ’ οὐδὲ θεοὶ μάχονται.
21. Selig die Armen im Geiste. – siehe Μακάριοι οἱ πτωχοὶ τῷ πνεύματι.
22. Selig die nicht sehen und doch glauben. – siehe Μακάριοι οἱ μὴ ἰδόντες καὶ πιστεύσαντες.
23. Septem sapientes – siehe οἱ ἑπτὰ σοφοί
24. Septuaginta – siehe Μετάφραση των Εβδομήκοντα
25. sicherer Ort – siehe ἄσυλος τόπος
26. Sieben Weltwunder – siehe τὰ ἑπτὰ θεάματα τῆς οἰκουμένης
27. Sieg oder Tod! – siehe Νίκη ή Θάνατος
28. Sieh den Menschen! – siehe Ἰδοὺ ὁ ἄνθρωπος
29. Similis simili gaudet. – siehe Ἀεὶ κολοιὸς παρὰ κολοιῷ ἱζάνει.
30. sine ira et studio – siehe οὔτε πρὸς χάριν πρὸς ἔχθραν
31. Singe den Zorn, o Göttin, des Peleiaden Achilleus. – siehe Μῆνιν ἄειδε, θεά, Πηληιάδεω Ἀχιλῆος
32. Skylla und Charybdis – siehe Σκύλλα καὶ Χάρυβδις
33. So wie des Herren Art, so auch seine Knechte. – siehe Ὁποῖα ἡ δέσποινα, τοῖαι καὶ αἱ θεραπαινίδες.
34. Sogar einen Felsen zerstört viel Zeit. – siehe Σήψει καὶ πέτρην ὁ πολὺς χρόνος.
35. Sohn des Menschen – siehe υἱὸς τοῦ ἀνθρώπου
36. Sohn Gottes – siehe υἱὸς τοῦ Θεοῦ
37. Solange du lebst, tritt auch in Erscheinung. – siehe Ὅσον ζῇς φαίνου.
38. Sommer, Herbst, Krieg. – siehe θέρος, τρύγος, πόλεμος.
39. Spielball der Götter – siehe Τὸ θεῖον πᾶν ἐὸν φθονερόν τε καὶ ταραχῶδες.
40. Sprachstreit – siehe γλωσσικό ζήτημα
41. Sprich kein Urteil, bevor du nicht beider Parteien Reden gehört hast! – siehe Μηδὲ δίκην δικάσῃς, πρὶν ἄμφω μῦθον ἀκούσῃς.
42. springender Punkt – siehe στιγμὴ αἱματίνη
43. Stein des Herkules – siehe Ἡρακλέος λίθος
44. Stern von Vergina – siehe Ήλιος της Βεργίνας
45. Steter Tropfen höhlt den Stein. – siehe:
  - Πέτρην κοιλαίνει ῥανὶς ὕδατος ἐνδελεχείῃ.
  - Ῥανὶς ἐνδελεχοῦσα κοιλαίνει πέτραν.
  - Σήψει καὶ πέτρην ὁ πολὺς χρόνος.
46. Stimme des Rufers in der Wüste – siehe φωνὴ βοῶντος ἐν τῇ ἐρήμῳ
47. Stirb, Diagoras, denn du kannst nicht auch noch in den Olymp hinaufsteigen. – siehe Κάτθανε, Διαγόρα, οὐ καὶ ἐς Ὂλυμπον ἀναβήσῃ.
48. Störe meine Kreise nicht! – siehe Μή μου τοὺς κύκλους τάραττε.
49. Streit um das Iota – siehe ὁμοούσιος – ὁμοιούσιος
50. Streu des Phormio – siehe στιβάδες Φορμίωνος
51. Stunden des Tages – siehe ὧραι τῆς ἡμέρας
52. Suche dir ein Reich, das deiner würdig ist! – siehe Ζήτει σεαυτῷ βασιλείαν ίσην.
53. Suche nach der Wahrheit – siehe ζήτησις τῆς ἀληθείας
54. Sünde wider den Heiligen Geist – siehe τοῦ Πνεύματος βλασφημία
55. Sünder und Diebe – siehe αρματολοί και κλέφτες
56. supra nos – ad nos – siehe ὑπὲρ ὑμᾶς – πρὸς ὑμᾶς
57. Süß und ehrenvoll ist es, für das Vaterland zu sterben. – siehe Τεθνάμεναι γὰρ καλὸν ἐνὶ προμάχοισι πεσόντα.

## T
1. Taborlicht – siehe Φῶς τοῦ Θαβώρ
2. Tandem vicisti, Galilaee. – siehe Νενίκηκάς με, Γαλιλαῖε.
3. Tantalusqualen – siehe Ταντάλειοι τιμωρίαι
4. Taufet sie auf den Namen des Vaters und des Sohnes und des Heiligen Geistes. – siehe Βαπτίζοντες αὐτοὺς εἰς τὸ ὄνομα τοῦ Πατρὸς καὶ τοῦ Υἱοῦ καὶ τοῦ Ἁγίου Πνεύματος.
5. Tausend Jahre sind wie ein Tag. – siehe Χίλια ἔτη ἐν ὡς ἡ ἡμέρα.
6. Tempus nosce. – siehe Γίγνωσκε καιρόν.
7. Terrae, ubi versaris peregre, obsequere legibus. – siehe Ξένος ὢν ἀκολούθει τοῖς ἐπιχωρίοις νόμοις.
8. Thalatta, thalatta! – siehe Θάλαττα, θάλαττα.
9. Thales war zuerst nach Ägypten gekommen und brachte diese Disziplin mit. – siehe Θαλῆς δὲ πρῶτον εἰς Αἴγυπτον ἐλθὼν μετήγαγεν εἰς τὴν Ἑλλάδα τὴν θεωρίαν ταύτην.
10. Timeo Danaos et dona ferentes. – siehe Φοβοῦ τοὺς Δαναοὺς καὶ δῶρα φέροντας.
11. Tschüs! – siehe Γεια σου.
12. Tu es Petrus et super hanc petram aedificabo ecclesiam meam. – siehe Σὺ εἶ Πέτρος, καὶ ἐπὶ ταύτῃ τῇ πέτρᾳ οἰκοδομήσω μου τὴν ἐκκλησίαν.
13. Tu quoque, fili? – siehe Καὶ σὺ τέκνον;
14. Tut Buße! – siehe Μετανοεῖτε.

## U

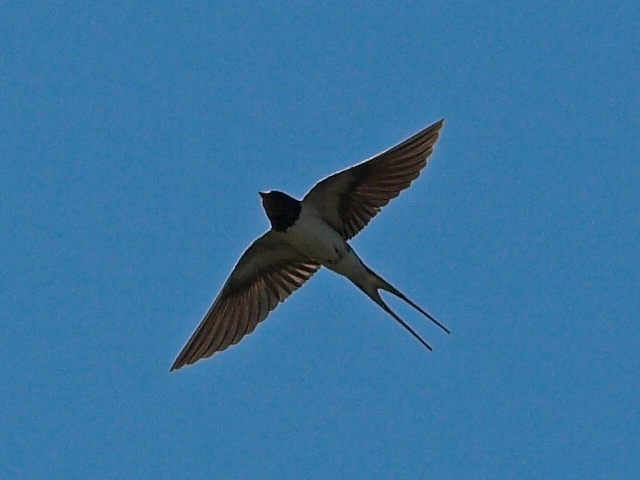
Una hirundo non facit ver. –
Μία χελιδὼν ἔαρ οὐ ποιεῖ.

1. Über die Götter habe ich kein Wissen, weder, dass sie sind, noch dass sie nicht sind. – siehe Περὶ μὲν θεῶν οὐκ ἔχω εἰδέναι, οὔθ' ὡς εἰσὶν οὔθ' ὡς οὐκ εἰσὶν.
2. Über Tote nicht schlecht sprechen, Alte ehren. – siehe Τὸν τεθνηκότα μὴ κακολογεῖν, γῆρας τιμᾶν.
3. über uns – uns angehend – siehe ὑπὲρ ὑμᾶς – πρὸς ὑμᾶς
4. Überlege vor der Tat, damit nichts Törichtes daraus entstehe. – siehe Βουλεύου δὲ πρὸ ἔργου, ὅπως μὴ μῶρα πέληται.
5. Übersetzung der Siebzig – siehe Μετάφραση των Εβδομήκοντα
6. Ubi bene, ibi patria. – siehe Τῷ γὰρ καλῶς πράσσοντι πᾶσα γῆ πατρίς.
7. Um den Kranz vom Ölbaum. – siehe Περὶ τοῦ τῆς ἐλαίας στεφάνου.
8. Um diese Zeit lebte Jesus … – siehe Γίνεται δὲ κατὰ τοῦτον τὸν χρόνον Ἰησοῦς …
9. Umprägen der Norm – siehe παραχαράττειν τὸ νόμισμα
10. Una hirundo non facit ver. – siehe Μία χελιδὼν ἔαρ οὐ ποιεῖ.
11. Unauslöschliches Gelächter – siehe ἄσβεστος γέλως
12. Und abermals krähte der Hahn. – siehe Καὶ ἐκ δευτέρου ἀλέκτωρ ἐφώνησεν.
13. Und das erste Tier war gleich einem Löwen… – siehe Καὶ τὸ ζῷον τὸ πρῶτον ὅμοιον λέοντι …
14. Und es scheint mir gut, dass auch Karthago nicht mehr sei. – siehe Δοκεῖ δέ μοι καὶ Καρχηδόνα μὴ εἶναι.
15. Und ich sah einen neuen Himmel und eine neue Erde. – siehe Καὶ εἶδον οὐρανὸν καινὸν καὶ γῆν καινήν.
16. Ungeheuer ist viel. Doch nichts ungeheurer als der Mensch. – siehe Πολλὰ τὰ δεινὰ κ' οὐδὲν ἀνθρώπου δεινότερον πέλει.
17. ungeschriebenes Gesetz – siehe ἄγραφος νόμος
18. Unkraut vergeht nicht. – siehe Κακὸς ἀνὴρ μακρόβιος.
19. unteilbare Materie – siehe ἄτομος ὕλη
20. Untergegangen sind schon der Mond und die Plejaden. – siehe Δέδυκε μὲν ἀ σελάννα καὶ Πληΐαδες
21. Uralter unsterblicher Geist – siehe Αρχαίον Πνεύμ’ αθάνατον
22. Utopie – siehe οὐτοπία

## V
1. Vae victis! – siehe Τοῖς νενικημένοις ὀδύνη.
2. Vale. – siehe Ἔρρωσο.
3. Variatio delectat. – siehe Μεταβολὴ πάντων γλυκύ.
4. Vater des Vaterlands – siehe πατὴρ τῆς πατρίδος
5. Vater unser – siehe Πάτερ ἡμῶν
6. Vater, ich habe gesündigt – siehe Πάτερ, ἥμαρτον.
7. Veni vidi vici. – siehe Ἦλθον, εἶδον, ἐνίκησα.
8. ver sacrum – siehe ἔτος ἱερόν
9. Verba pro farina. – siehe ῥήματα ἀντὶ ἀλφίτων
10. Verzeihung ist besser als Rache. – siehe Συγγνώμη τιμωρίας κρείττων.
11. viel Brot und Pferderennen – siehe πολὺν ἄρτον καὶ θέαν ἵππων
12. Viele Jahre! – siehe Χρόνια πολλά!
13. Vieles lügen die Dichter. – siehe Πολλὰ ψεύδονται ἀοιδοί.
14. Vita brevis, ars longa. – siehe Ὁ μὲν βίος βραχύς, ἡ δὲ τέχνη μακρά.
15. Vitae parallelae – siehe βίοι παράλληλοι
16. Vocatus et invocatus deus aderit. – siehe Καλούμενός τε κἄκλητος θεὸς παρέσται.
17. Volksversammlung – siehe ἐκκλησία πάνδημος
18. Voller Bauch studiert nicht gern. – siehe Παχεῖα γαστὴρ λεπτὸν οὐ τίκτει νόον.
19. vollkommene Gemeinschaft – siehe κοινωνία τέλειος
20. Vom Glück begünstigt, hast du Dreimonatskinder. – siehe Τοῖς εὐτυχοῦσι καὶ τρίμηνα παιδία.
21. Von einer schlechten Krähe ein schlechtes Ei – siehe Κακοῦ κόρακος κακὸν ᾠόν.
22. von Gottes Gnaden – siehe κατὰ τὴν χάριν τοῦ Θεοῦ
23. Von Toten nur Gutes sprechen. – siehe Τὸν τεθνηκότα μὴ κακολογεῖν, γῆρας τιμᾶν.
24. Vor die Tugend haben die unsterblichen Götter den Schweiß gesetzt. – siehe Τῆς δ’ ἀρετῆς ἱδρῶτα θεοὶ προπάροιθεν ἔθηκαν ἀθάνατοι·
25. Vorn der Abgrund, hinten die Wölfe. – siehe Ἔμπροσθεν κρημνὸς, ὄπισθεν λύκοι.
26. Vox clamantis in deserto – siehe φωνὴ βοῶντος ἐν τῇ ἐρήμῳ

## W

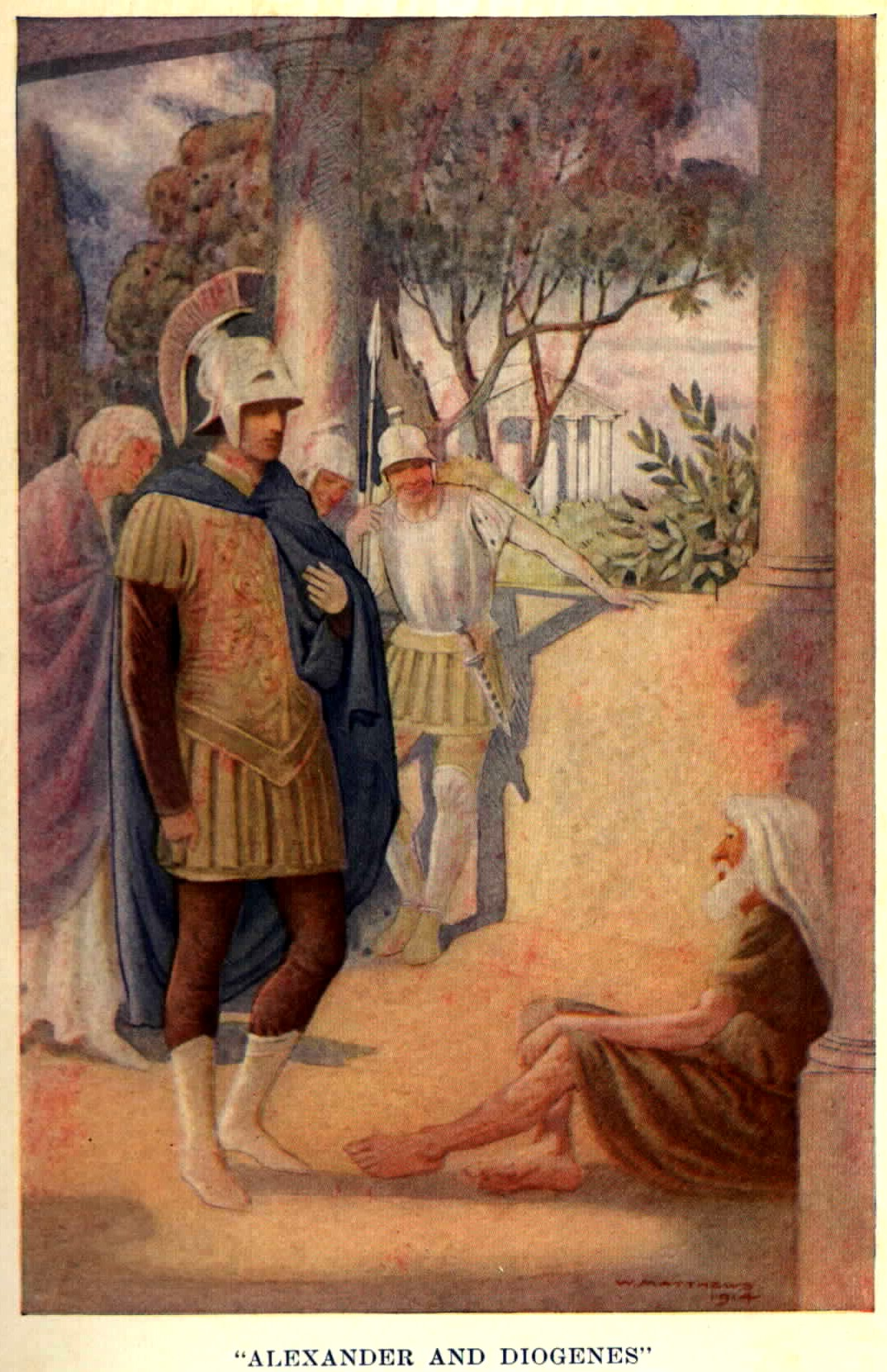
Εἰ μὴ Ἀλέξανδρος ἤμην, Διογένης ἂν ἤμην. –
Wäre ich nicht Alexander, wollte ich Diogenes sein.

1. Wachet und betet – siehe Γρηγορεῖτε καὶ προσεύχεσθε.
2. Wahl zwischen Pest und Cholera – siehe Ἔμπροσθεν κρημνὸς, ὄπισθεν λύκοι.
3. wandelndes Konversationslexikon – siehe βιβλιοθήκη ἔμψυχος
4. Wandelsterne – siehe πλάνητες ἀστέρες
5. Wanderer, kommst du nach Sparta, verkündige dorten, du habest uns hier liegen gesehn, wie das Gesetz es befahl. – siehe Ὦ ξεῖν’, ἀγγέλλειν Λακεδαιμονίοις ὅτι τῇδε κείμεθα τοῖς κείνων ῥήμασι πειθόμενοι.
6. Wäre ich nicht Alexander, wollte ich Diogenes sein. – siehe Εἰ μὴ Ἀλέξανδρος ἤμην, Διογένης ἂν ἤμην.
7. Was auch immer du tust, tu es klug und schau auf die Folgen. – siehe:
  - Βουλεύου δὲ πρὸ ἔργου, ὅπως μὴ μῶρα πέληται.
  - Σκοπέειν δὲ χρὴ παντὸς χρήματος τὴν τελευτήν, κῇ ἀποβήσεται·
  - Τῶν ἀνθρώπων τοὺς φρονίμους δεῖ πρότερον τὰ τέλη τῶν πραγμάτων σκοπεῖν, εἴθ’ οὗτως αὐτοῖς ἐπιχειρεῖν.
8. Was auch immer es ist, ich fürchte die Danäer auch, wenn sie Geschenke bringen. – siehe Φοβοῦ τοὺς Δαναοὺς καὶ δῶρα φέροντας.
9. Was ich geschrieben habe, habe ich geschrieben! – siehe ὃ γέγραφα, γέγραφα.
10. Was ist (etwas), das eine Stimme hat und vierbeinig, zweibeinig und dreibeinig wird? – siehe Τί ἐστιν ὃ μίαν ἔχον φωνὴν τετράπουν καὶ δίπουν καὶ τρίπουν γίνεται;
11. Was ist leicht? Anderen Ratschläge zu erteilen. – siehe Τί δύσκολον; Τὸ ἑαυτὸν γνῶναι.
12. Was ist nun das Gute, das Schöne, das Seiende? – siehe Τί οὖν τὸ ἀγαθόν, τὸ καλόν, τὸ ὄν;
13. Was ist schwierig? Sich selbst zu kennen. – siehe Τί δύσκολον; Τὸ ἑαυτὸν γνῶναι.
14. Was Medikamente nicht heilen, heilt das Eisen. – siehe Ὁκόσα φάρμακα οὐκ ἰῆται, σίδηρος ἰῆται·
15. Was nun Gott zusammengefügt hat, das soll der Mensch nicht trennen. – siehe ὃ οὖν ό Θεὸς συνέζευξεν, ἄνθρωπος μὴ χωριζέτω.
16. Was wir erwischten, ließen wir (dort), was wir nicht erwischten, tragen wir mit uns. – siehe Ὅσσ’ ἐλομεν λιπομεσθ’, ὅσσ’ οὐχ ἐλομεν φερόμεσθα.
17. Was zu beweisen war. – siehe Ὅπερ ἔδει δεῖξαι.
18. Wasch deine Sünden ab, nicht nur dein Gesicht! – siehe Νίψον ἀνομήματα μὴ μόναν ὄψιν.
19. wechselhafter als ein Chamäleon – siehe χαμαιλέοντος εὐμεταβολώτερος
20. weder jemandem zu Gefallen noch aus Feindschaft zu jemandem – siehe οὔτε πρὸς χάριν πρὸς ἔχθραν
21. Wehe den Besiegten! – siehe Τοῖς νενικημένοις ὀδύνη.
22. Weiche Satan! – siehe Ὕπαγε, σατανᾶ.
23. weit vom Schuss – siehe ἔξω βελῶν
24. Welches Wort ist dem Gehege deiner Zähne entflohen? – siehe Ποῖόν σε ἔπος φύγεν ἕρκος ὀδόντων.
25. Weltbürger – siehe κοσμοπολίτης
26. Wenn du den Halys überschreitest, wirst du ein großes Reich zerstören. – siehe Εἰ στρατεύσεις ἐπὶ τοὺς Πέρσας, μεγάλην ἀρχὴν καταλύσεις.
27. Wenn du gegen die Perser in den Krieg ziehst, wirst du ein großes Reich vernichten. – siehe Εἰ στρατεύσεις ἐπὶ τοὺς Πέρσας, μεγάλην ἀρχὴν καταλύσεις.
28. Wenn du vom Wolf sprichst … – siehe Εἰ καὶ λύκου ἐμνήσθῃς.
29. Wenn du Wasser trinkst, sage nicht aus jedem Anlass, dass du Wasser trinkst. – siehe Ἐὰν ὕδωρ πίνῃς, μὴ λέγε ἐκ πάσης ἀφορμῆς, ὅτι ὕδωρ πίνεις.
30. Wenn ich in Menschen- und Engelszungen spräche. – siehe Ἐὰν ταῖς γλώσσαις τῶν ἀνθρώπων λαλῶ …
31. Wer mit Verstand spricht, muss Kraft aus dem schöpfen, was allen gemeinsam ist. – siehe Ξὺν νόῳ λέγοντας ἰσχυρίζεσθαι χρὴ τῷ ξυνῷ πάντων.
32. Wer nicht arbeitet, soll auch nichts essen. – siehe Εἴ τις οὐ θέλει ἐργάζεσθαι, μηδὲ ἐσθιέτω.
33. Wer Schulden hat, muss auch notwendig lügen. – siehe Ἀναγκαίην φασὶ εἶναι τὸν ὀφείλοντα καί τι ψεῦδος λέγειν.
34. Wer von euch ohne Sünde ist, werfe den ersten Stein auf sie. – siehe Ὁ ἀναμάρτητος ὑμῶν πρῶτος ἐπ’ αὐτὴν βαλέτω λίθον.
35. Wer, woher bist du unter den Menschen? – siehe Τίς πόθεν εἰς ἀνδρῶν;
36. Werde, der du bist! – siehe Γένοιο οἷος ἔσσι.
37. Werkzeug des Unterrichtens – siehe ὄργανον διδασκαλικόν
38. wesensgleich – wesensähnlich – siehe ὁμοούσιος – ὁμοιούσιος
39. wie der Dieb in der Nacht – siehe ὡς κλέπτης ἐν νυκτί
40. Wie der Herr, so’s G’scherr. – siehe Ὁποῖα ἡ δέσποινα, τοῖαι καὶ αἱ θεραπαινίδες.
41. Wie der Vater, so der Sohn. – siehe Κακοῦ κόρακος κακὸν ᾠόν.
42. wie die Mykonier – siehe Μυκονίων δίκην
43. wie in einer anderen Welt – siehe ὡς ἐν ἄλλῳ κόσμῳ
44. Wir glauben an den einen Gott… – siehe Πιστεύομεν εἰς ἕνα Θεόν …
45. Wir haben gesiegt! – siehe Νενικήκαμεν.
46. Wir leben allein, wir sterben allein, den hellen Punkt dazwischen nennen wir Leben. – siehe Ζούμε μόνοι, πεθαίνουμε μόνοι, το ενδιάμεσο φωτεινό σημείο το λέμε ζωή.
47. Wir sind zwei, wir sind drei… – siehe Είμαστε δυό είμαστε τρείς …
48. Wissenschaft von den triebhaften Bedürfnissen des Körpers nach Füllung und Entleerung – siehe ἐπιστήμη τῶν τοῦ σώματος ἐρωτικῶν πρὸς πλησμονὴν καὶ κένωσιν
49. Wo steht es? – siehe Ποῦ κεῖται;
50. wohl oder übel – siehe Φεύγω τρόπον γε δή τιν’ οὐχ ἑκὼν ἑκών.
51. Wolkenkuckucksheim – siehe Νεφελοκοκκυγία
52. Worte statt Mehl – siehe ῥήματα ἀντὶ ἀλφίτων

## Z

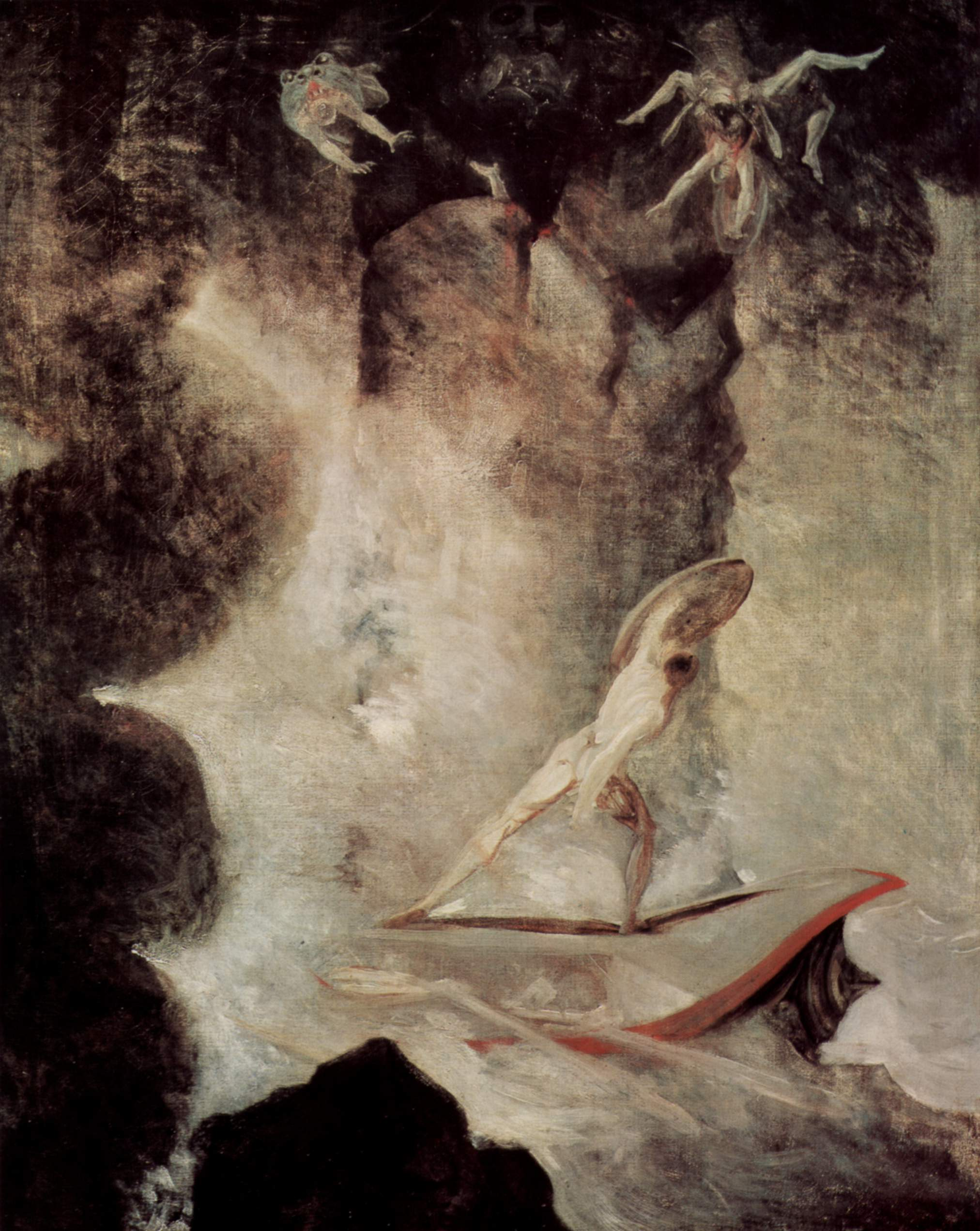
Zwischen Skylla und Charybdis – siehe Σκύλλα καὶ Χάρυβδις

1. Zehn Gebote – siehe δέκα λόγοι
2. Zehn Worte – siehe δέκα λόγοι
3. Zieht am Isthmos weder Mauer noch Graben. – siehe Ἰσθμόν δὲ μὴ πυργούτε μήδ’ ορύσσετε.
4. Zoon politikon – siehe ζῷον πολιτικόν
5. Zuerst gab es drei Geschlechter von Menschen. – siehe Πρῶτον μὲν γὰρ τρία ἦν τὰ γένη τὰ τῶν ἀνθρώπων.
6. Zweimal denselben Fehler zu begehen, ist eines weisen Mannes Sache nicht. – siehe Τὸ δὶς ἐξαμαρτεῖν οὐκ ἀνδρὸς σοφοῦ.
7. Zwischen Skylla und Charybdis – siehe Σκύλλα καὶ Χάρυβδις
8. zwölf heilige Götter – siehe δώδεκα ἄνακτες θεοί